# セダン
セダン（sedan）は、エンジン、乗員、荷物の各コンパートメントを備えた3ボックス構成の乗用車である。
セダンが初めて車体の名称として記録されたのは1912年のことである。セダンという名称は、17世紀に開発された、窓のある一人用の密閉された箱で、運搬人が運んでいた輿の英語名「セダン・チェア」に由来する。
セダンスタイルの車体のバリエーションには、クロースカップルドセダン、クラブセダン、コンバーチブルセダン、ファストバックセダン、ハードトップセダン、ノッチバックセダン、セダネット/セダネットなどがある。

## 定義

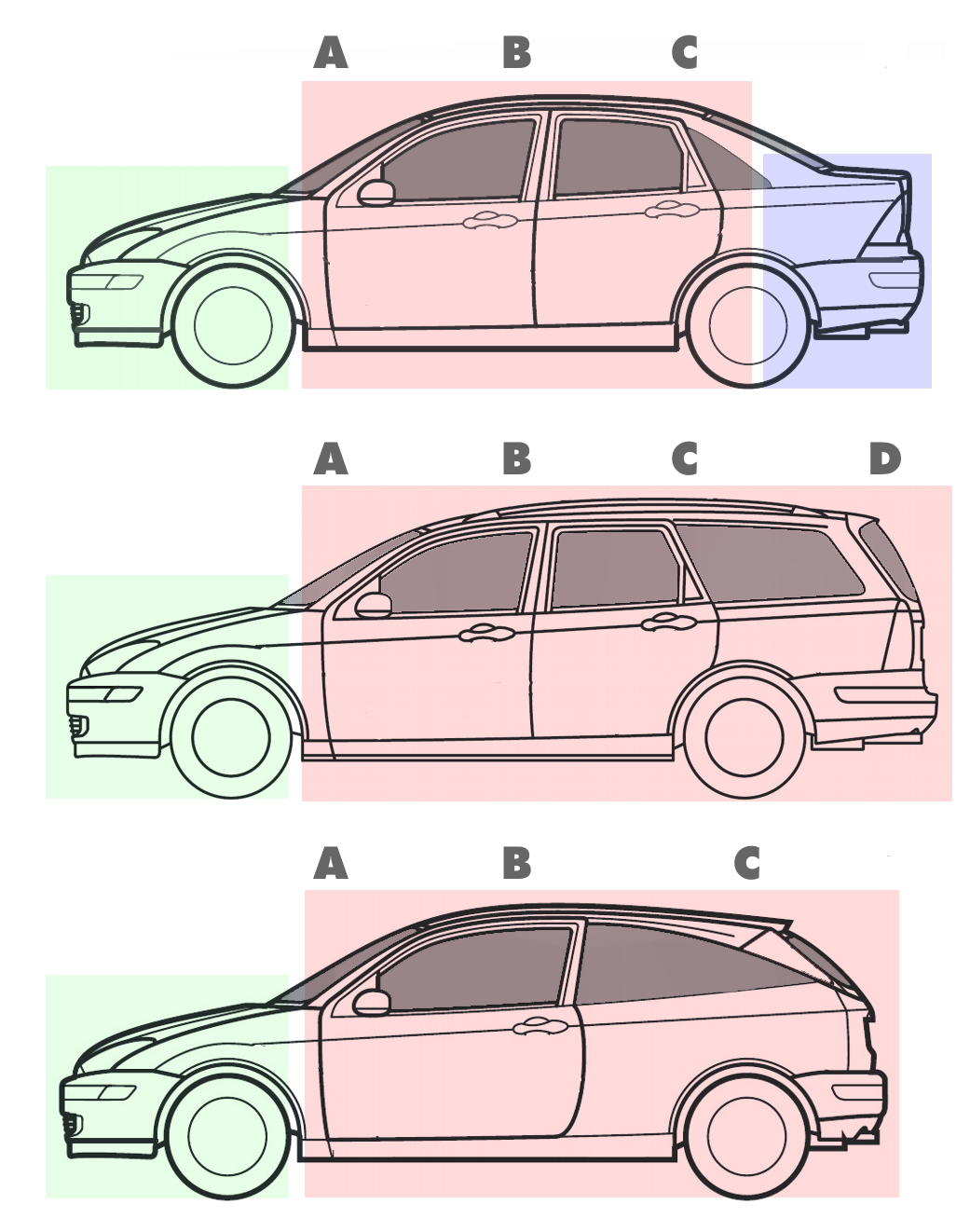
同一モデル（フォード・フォーカス）のセダン、ステーションワゴン、ハッチバックの側面。

セダンとは、エンジン、乗客、貨物を別々のコンパートメントに収めた閉じた車体（すなわち、金属製の固定ルーフ）を持つ自動車のことである。この広い定義は、セダンを他の様々な車の車体形式と区別するものではないが、実際には、セダンの典型的な特徴は以下の通りである。
- ルーフを支えるBピラー（フロントドアウィンドウとリアサイドウィンドウの間）の存在[4]
- 2列シート[5](p134)
- フロントにエンジンコンパートメント、リアに荷室を配置した3ボックスデザイン[6][7]
- クーペに比べてルーフラインの傾斜が緩やかであるため、後席乗員のヘッドルームが広くなり、外観のスポーティさはより小さくなる[8]。
- 0.93 m3以上の後部座席の容積[9][10]

セダンは4ドアでなければならないと言われることがある（セダンと2ドアクーペを単純に区別するため）。しかしながら、いくつかの資料によると、セダンは2ドアでも4ドアでもよいとされている(p134)。実際に、販売価格を抑えた大衆車では2ドア/3ドアが標準となる場合が多く、販売初期を2ドアのみとした例や、エステートやライトバンを含め、モデルライフを通して2ドア/3ドアのみとした例もある。加えて、2010年以降、セダンやクーペといった言葉は、自動車メーカーによってよりゆるくに解釈されている。
あるメーカーが同じモデルの2ドアセダンと4ドアセダンを生産している場合、両バージョンのグリーンハウス（車室）の形状と位置は同じで、2ドアバージョンの長いドアに対応するためにBピラーだけが後方に配置されていることがある。

## 語源

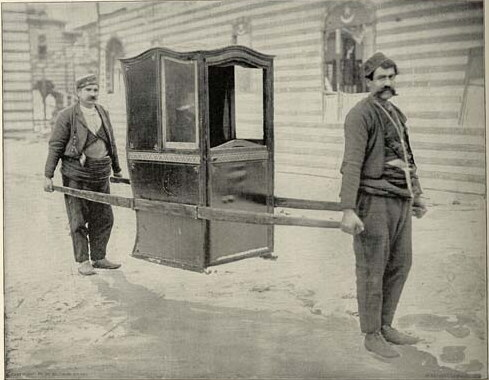
セダンチェア（トルコのタフトゥレワン）

洗練された輿であるセダンチェアは、窓のある密閉された箱で、座った人を一人運ぶためのものであった。前後の運搬人が水平な棒でセダンチェアを運ぶ。語源学者によると、この椅子の名前はおそらくイタリア語の方言で、「座る」を意味するラテン語のsedereから来ているのではないかと言われている。セダンチェアの語源がフランスの町のスダンで作られたことに由来するといわれることがあるが、これは誤りである。

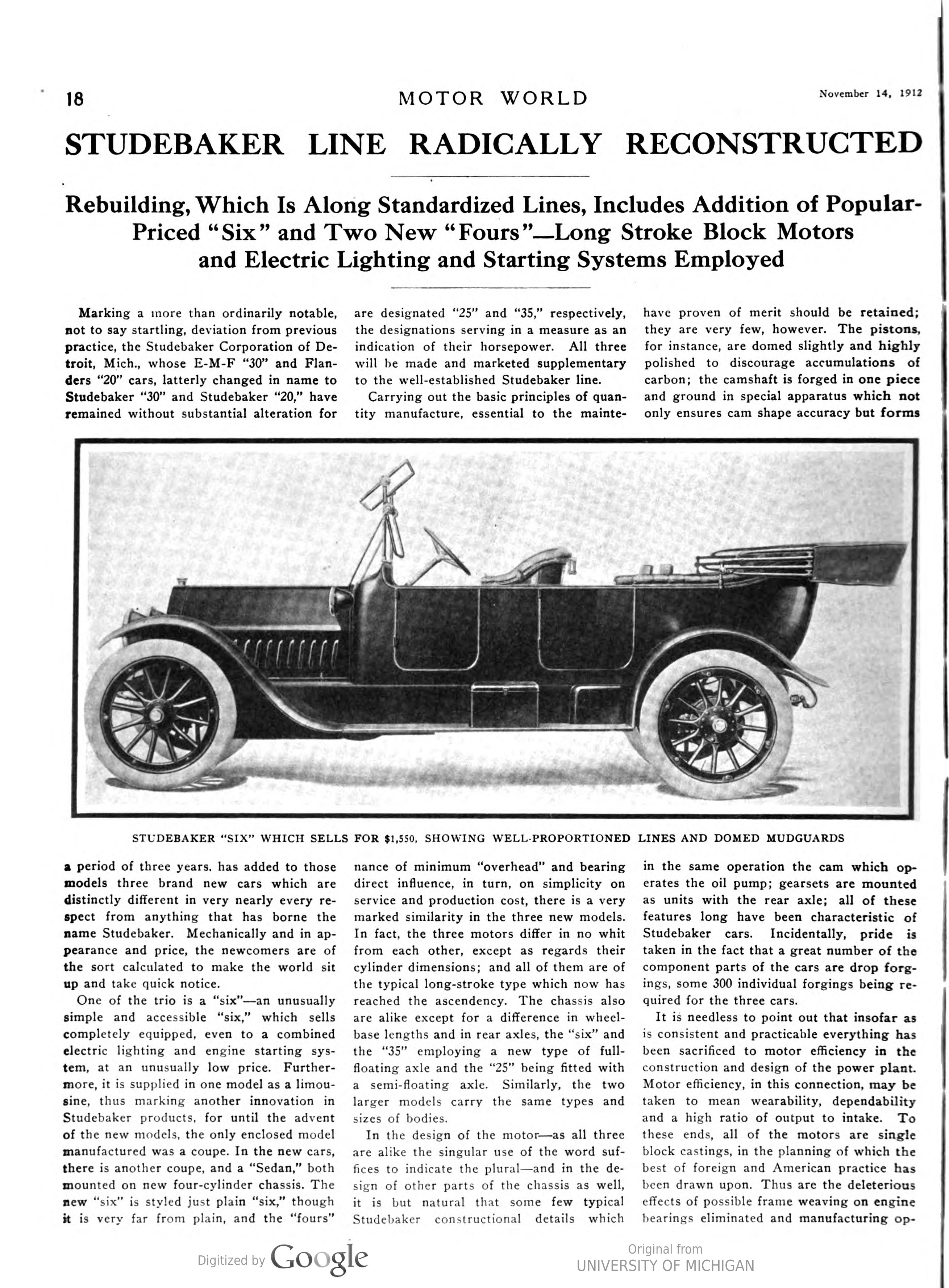
Motor World、1912年11月14日

「セダン」という言葉が自動車のボディに初めて使われた最初の記録は、1912年、スチュードベーカー・Fourとスチュードベーカー・Sixというモデルがセダンとして販売されたときである。

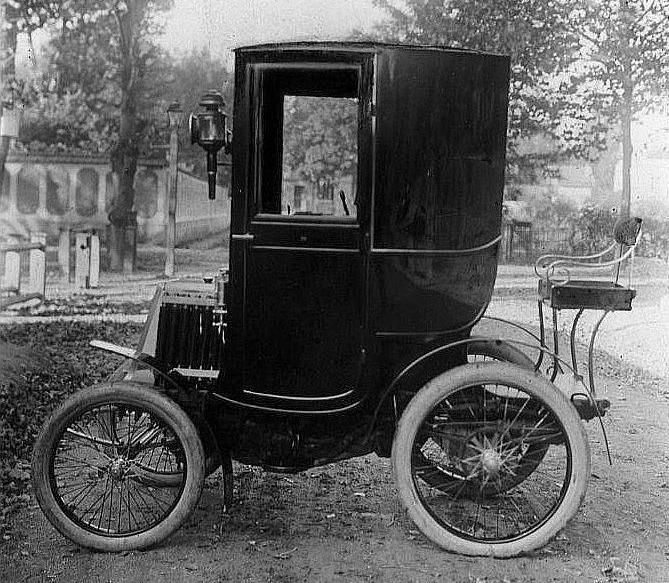
1900年式ルノー・タイプB

1912年以前にも完全密閉型の車体は存在していた。それよりずっと以前にも、同じように完全に密閉された馬車が、イギリスでは「ブロアム（brougham）」、フランスでは「ベルリーヌ（berline）」、イタリアでは「ベルリーナ（berlina）」と呼ばれていた（後者2つはこれらの国ではセダンを示す用語になっている）。
1899年に発売されたルノー・ヴォワチュレット・タイプB（2人乗りで、外にフットマン/メカニック用の座席が付いていた）が、初めて屋根の付いた車として生産されたことから、セダンの先駆けであると言われることがある。
しかしながら、一般的にセダンは、少なくとも4つの座席を持つ固定式屋根を持つ車と考えられている。この定義に基づけば、最古のセダンは1911年に米国で製造されたスピードウェルである(p87)。
アメリカ英語、ラテンアメリカスペイン語、ブラジルポルトガル語では、セダンという用語が使われる（スペイン語ではsedánとアクセント記号が付く）（アメリカ英語での発音は [sɪˈdæn]）。
イギリス英語では、この形式の車はサルーン ([səˈlun]) と呼ばれる。ハッチバックセダンは単にハッチバックと呼ばれ（ハッチバックサルーンではない）、運転席と助手席の間に仕切りがあるロングホイールベースの高級サルーンはリムジンである。イギリスではスポーツセダンに相当する用語として「スーパーサルーン」がある。
オーストラリアとニュージーランドでは、セダンが主に使われている（以前は単にcars）。21世紀になっても、特定のモーターレースの長い歴史のある名前にはsaloonが見られます。
フランス語ではベルリーヌ（berline）、ヨーロッパスペイン語、ヨーロッパポルトガル語、ルーマニア語、イタリア語ではberlinaと呼ばれるがこれらはハッチバックを含むかもしれない。これらの名称は、セダンと同様に、自動車が登場する以前の旅客輸送形態に由来している。イタリアではクワトロポルテ（「4つの扉」の意） とも呼ばれる。ドイツ語では、セダンはLimousine（リムジー）、リムジンはStretch-Limousineと呼ばれている。
米国では2ドアセダンは（two-doorと語呂を合わせて） "Tudor"（チューダー）と呼ばれ、その延長線上でフォードは4ドアセダンを "Fordor "と呼んでいた。
日本およびアメリカ合衆国では一般にはセダンが一般名称で、サルーンは上級グレードの商標として用いられることが多いが、実質はイギリス英語とアメリカ英語の呼称の違いであり、日本工業規格（JIS）や自動車技術会での技術的な扱いではまったく同じものを表す。日本のJISや自動車技術会では、「サルーン」という呼び名が基本で、「セダンともいう」と規定されている。日本では各自動車メーカーが、一時期英国高級車のサルーンをイメージして、大型上級セダンに「サルーン」と名づけたことから、「サルーン」に高級感のイメージが付加された。
日本の軽自動車の場合は形状がセダンでも分類としては「軽自動車」となる場合もある。

## 概要
一般的に「セダン」というと、リアデッキ（トランク形状）を持つノッチバック型の乗用車のことのみを指す。この形はボンネット・キャビン（居住空間）・リアデッキがハッキリと仕切りで分かれていることから、3ボックスとも呼ばれる。
一方で、広義にはメーカーの都合やカテゴライズの便宜上などでリアデッキを持たず、キャビンと荷室が仕切られておらず同じ空間を共有するノッチレスの2ボックスの型も含まれる。加えてトールワゴン・ミニバン・SUVといった背の高いボディタイプが乗用車の主流となっている昨今は、それらと比較する上では「背の低いボンネットタイプの車」と広く捉えることも可能である。
3ボックスタイプは「2ドア」または「4ドア」、2ボックスは後ろをドアに見立てて「3ドア」/「5ドア」とも呼ばれる。2ドアセダンはかつて、小型大衆車を中心にオーナードライバー向けとして設定されていたが、使い勝手の乏しさなどの理由で需要が激減し1980年代に入ると日本国内ではほとんどが4ドアセダンとなり、現在では絶滅している。2ドアセダンは1990年代以降において3ドアハッチバック、もしくはクーペにそれぞれ分類されることが通例となり、現在では用語としての2ドアセダンはほぼ使われていない。

## セダンの種類

### ノッチバックセダン

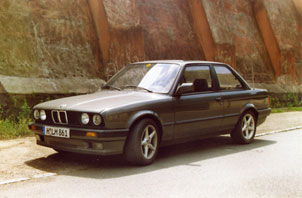
BMW・3シリーズ (E30)
2ドアノッチバックセダンの例

ボンネットと、独立したトランクリッド（荷室のふた）を持つトランクルーム（荷室）の間に車室を持つ。セダンとしてはもっとも伝統に則った形状となる。「3ボックスカー」と呼ばれることもある。
キャビン（車室）の前後に隔壁があり、NVHを抑えやすい（静粛性が高い）、車体剛性が損なわれにくい（安定しやすい）、衝突・被追突時における乗員への危険性が小さいなどの利点がある。北米では、荷室の中を覗かれないという防犯上の理由（車上荒らしの回避など）で独立したトランク構造が好まれ、バレーパーキングでは、トランクオープナーに施錠をするか、またはトランクを開けることができないスペアキーのみで車を預ける場合に都合が良い。
FR（後輪駆動）や四輪駆動の場合はサスペンションアーム、プロペラシャフト、デフ、ドライブシャフトがトランクルームの前や下に位置するため、荷室がいびつな形状となったり、容量が限られる場合がある。FF（前輪駆動）の場合はリア周りのレイアウトに制限は少ないが、バルクヘッド貫通型のトランクスルー機構を持った車種以外では、大きな（または長尺の）荷物を積めないなどの欠点もある。
以前は多くの自動車メーカーの世界的な基幹車種では、企画時にノッチバック型セダンが最量販車種として位置づけられることが多く、その設計を基本としてステーションワゴン、ハッチバックセダン、クーペ、コンバーチブルなどが生まれることもある。ただし、近年では車体剛性や後方の衝突安全性能の確保が難しいという理由でスバル・レガシィB4（BM型系以前）、およびスバル・WRX（VA型系以降）、トヨタ・カローラアクシオ（発売当初から）、トヨタ・アベンシスセダンなどのようにステーションワゴンを基にして逆にセダンを作る例スズキ・SX4セダン（のちのスズキ・シアズ/スズキ・アリビオ）やスバル・レガシィB4（BN型系以降）やインプレッサ（5代目GT系以降）のように、クロスオーバーSUVを基にして逆にセダンを作るという例もある。
近年はファストバック（後述）との境界線が曖昧になってきており、メーカーによってはファストバック型の4ドアセダンや、同じくファストバック型またはノッチバック型の5ドアハッチバックであっても単にセダンを名乗る車種が現れてるなど多様化が進んでいる。

### セミノッチバックセダン（ショートノッチバックセダン）

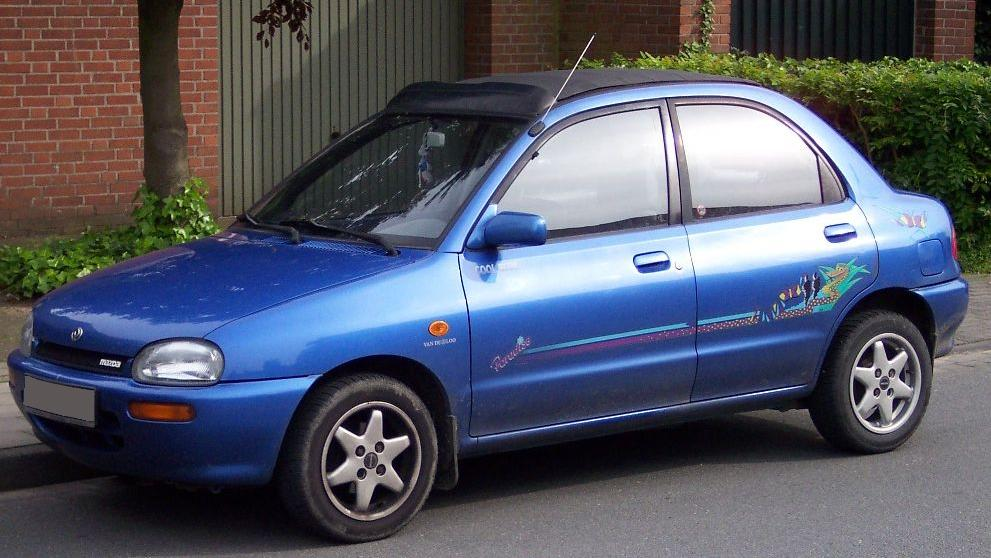
オートザム・レビュー

ノッチバックセダンのうち、リアデッキが極端に短い種類。「セミノッチバックセダン」「ショートノッチバックセダン」「2.5ボックスセダン」と呼ばれる。ハッチバックのものもある。

### 4ドアハードトップ

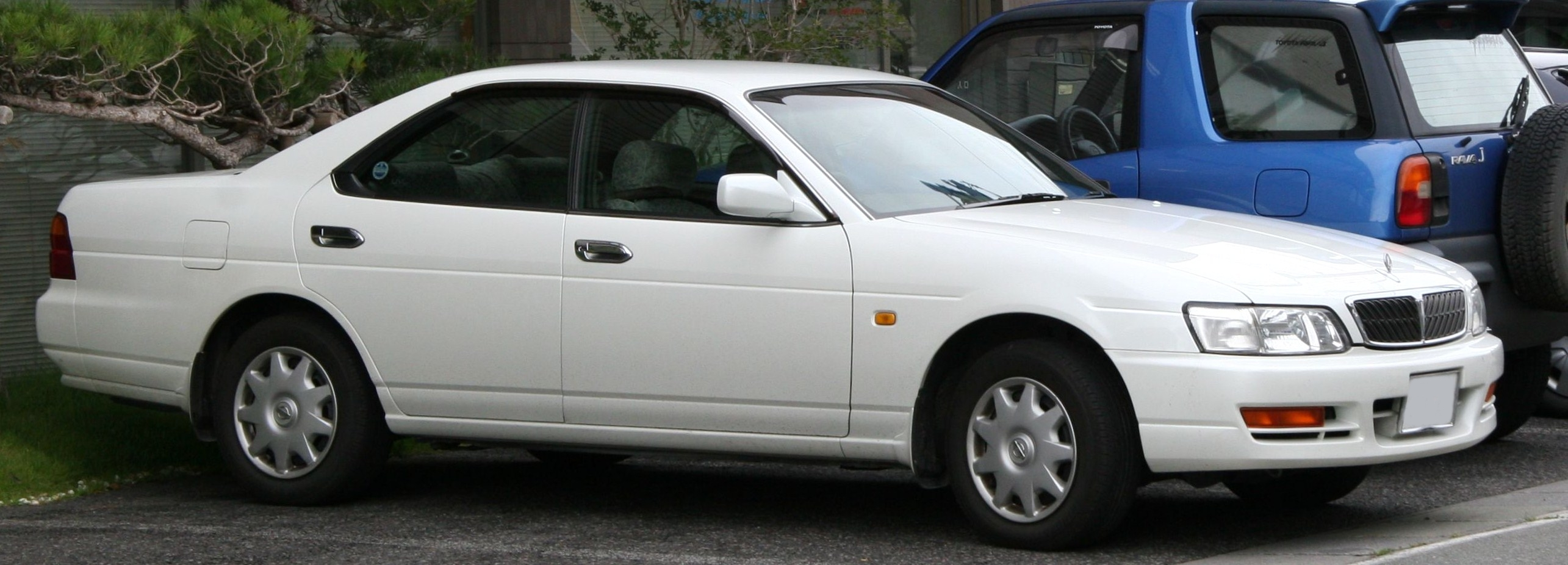
日産・ローレル（8代目後期型）

4ドアセダンのうち、ドアに窓枠を持たないものは「4ドアハードトップ」と名付けられる場合が多い。2000年代初頭まで中級乗用車や高級車を中心に設定されていた。現在の日本車には採用されていない。ただし、富士重工業（現・SUBARU）では「サッシュレスドア」と呼び、セダンとして分類していた。中でもレガシィは2009年にフルモデルチェンジされるまでサッシュレスドアを採用していた最後の車種であった。なお、軽自動車のカテゴリーでは、2代目オプティのみが軽自動車唯一のハードトップセダンであった。かつては車両中央（Bピラー）が無く、4ドアとしては異様にルーフの低いピラーレスハードトップが流行したが、側面衝突安全性への対応や経年劣化後の窓の艤装精度、またシートベルトの固定位置等に問題があったため、1990年代後半には完全に姿を消した。
欧州では2004年の4ドアハードトップボディを持ったメルセデス・ベンツ・CLSクラスの発表を皮切りに、フォルクスワーゲン・CC、アストンマーティン・ラピード、BMW・5シリーズグランツーリスモ、アウディ・A5スポーツバック、メルセデス・ベンツ・CLAクラスなどといったハードトップセダンが発表されている。

### ハッチバックセダン

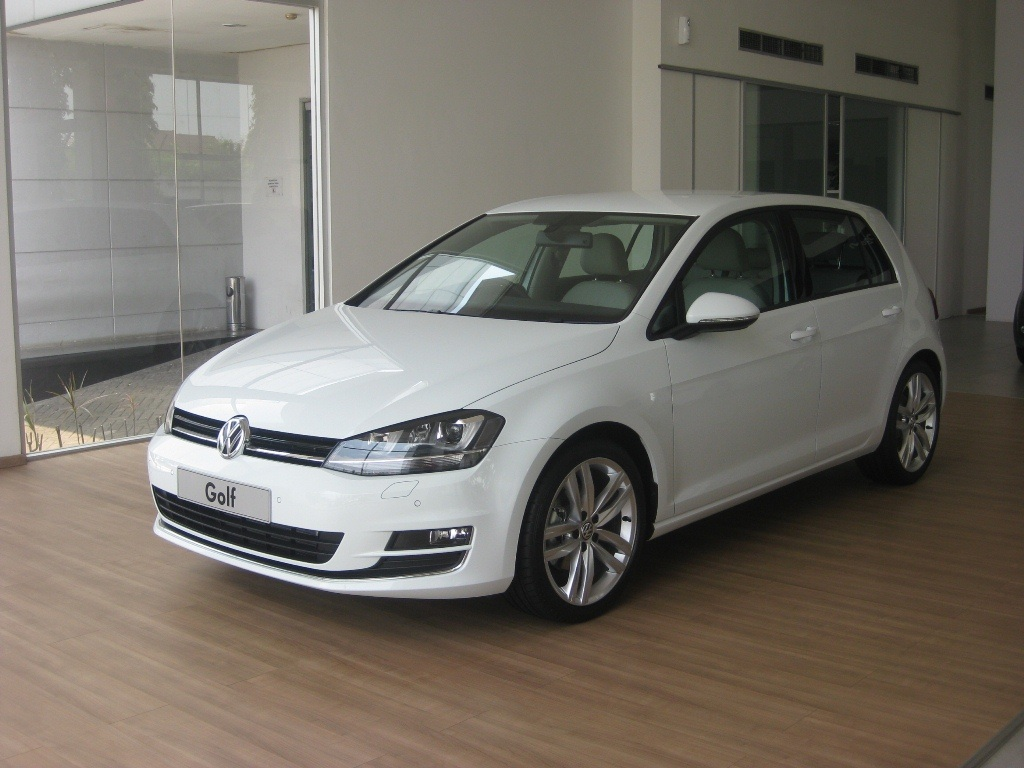
フォルクスワーゲン・ゴルフ

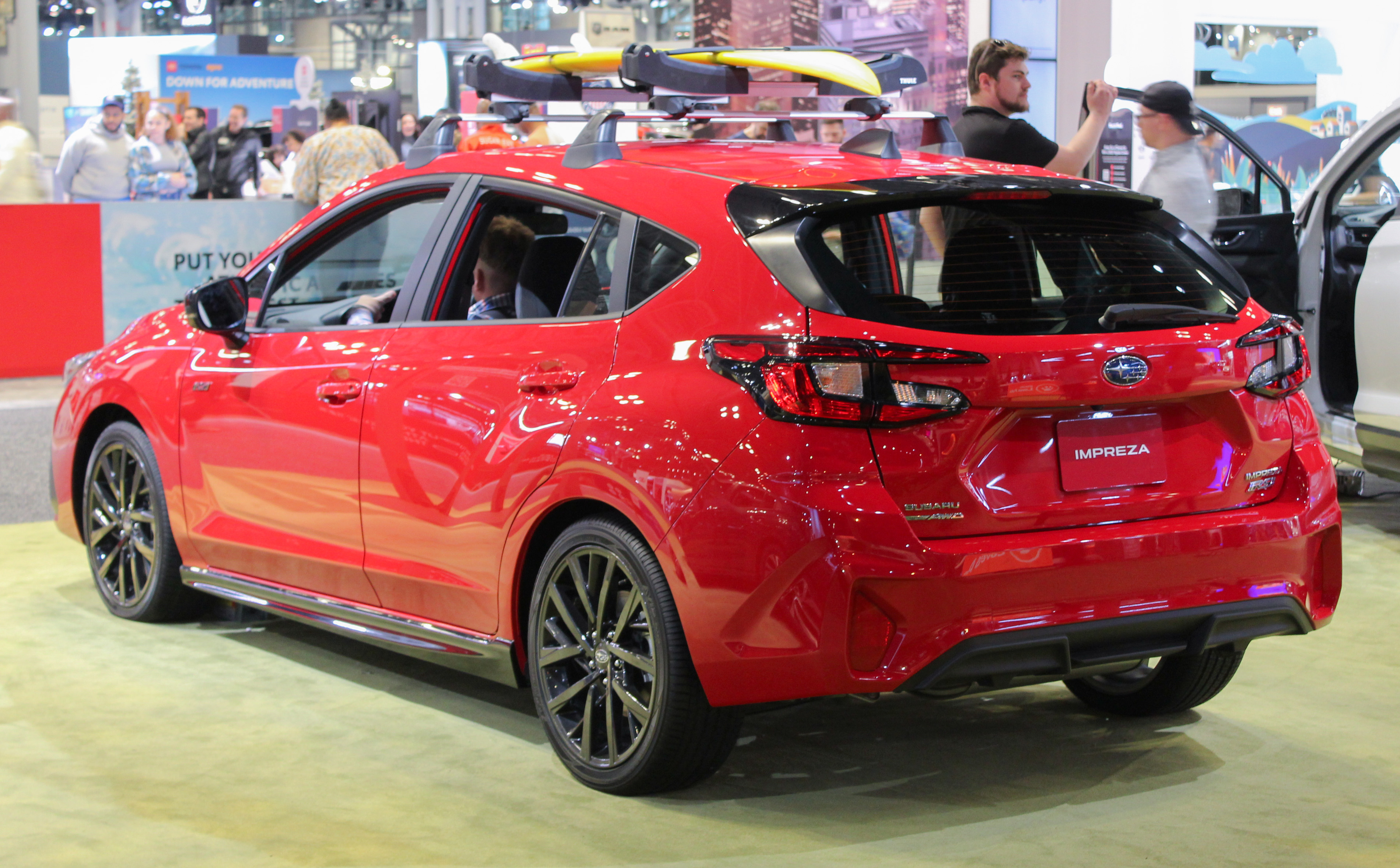
スバル・インプレッサ（6代目）

独立したトランクリッドの代わりにリアハッチを設けた種類。キャビンからトランクにかけての落ちるようなボディラインが特徴。小型車の一部を除き、4ドアセダンを基にリアハッチを設けた種類がほとんどである。またトヨタ・ヤリス（旧日本名トヨタ・ヴィッツ）や日産・ノートなどのBセグメントコンパクトカーもこの解釈に則ればハッチバックセダンに含まれることになるが、そのように認識する者は皆無である。
一般的には「セダン」はつけず、単に「ハッチバック」と呼ぶことがほとんどである。しかし長めのトランクルームを持ち、ノッチバックもしくはファストバックに見えるものについては、メーカーがあえて「セダン」と名付ける場合がある（「5ドアセダン」とも呼ばれる）。またトヨタは代わりに「リフトバック」という呼称を用いている時期があった。
ノッチバックセダンと比べ後席と荷室を使い分けるうえでの自由度が大きく、収容力を上げつつ全長を短くして小回りを良くすることができるのが長所である。しかしその構造上車体剛性面や静粛性では劣る。また端正な見た目にまとめるのが難しく、正統的な印象に乏しくなるため、市場の嗜好や車格により普及度が異なる。欧州では売れ筋の類型の一つであり、高い走行性能と実用性を兼ね備えたフォルクスワーゲン・ゴルフはその筆頭である。
日本国内で最初に導入されたハッチバックセダンは1965年のトヨタ・コロナや、1967年に追加された3ドアの三菱・コルト800であったが、当時の日本人にはセダンというより商用ライトバンのような印象が強く、一般の消費者にはほとんど受け入れられなかった。その後1980年代前後に、各メーカーが5ドアセダンを小型・中型大衆車クラスを中心に設定した時期があったが、1990年代になるとカテゴリが近いステーションワゴンをはじめとするユーティリティービークルの流行の陰に隠れてしまい、日本向けの商品構成からはほとんど途絶え、日産・プリメーラUKなどが細々と売られる程度であった。トヨタ・カローラWRCの基となったハッチバックタイプのカローラ（AE111系）が日本国内では販売されていないモデルであったことも国内人気の無さを証明している。
このように国内では長らく人気の出ない形式であったが、コンパクトカーである初代トヨタ・ヴィッツ（トヨタ・ヤリス）やホンダ・フィット（ホンダ・ジャズ）の大躍進以降ハッチバックも大衆にかっこいいものとして認識されるようになり、2000年代以降は実用性の追求や海外市場との兼ね合いから5ドアボディを採用する車種も登場。2002年にマツダ・アテンザスポーツで採用され、2003年にはトヨタ・プリウスがフルモデルチェンジで、2009年には2代目ホンダ・インサイトが、それぞれコーダトロンカ形の5ドアボディが採用された。
また、2010年代にはスバル・インプレッサ、マツダ・アクセラ（マツダ・MAZDA3）、トヨタ・カローラといったセダンの国内ラインナップにも5ドアハッチバックタイプが備わり、4ドアタイプの売上を凌ぐようになった。なお、これらの5ドアタイプにはいずれも「スポーツ」のサブネームが与えられているが、激しいスポーツ走行の性能を持っているというわけではない。
5ドアセダンは従来は低価格帯が主軸であったが、近年では欧州の高級車にノッチバック風の5ドアボディを持つ車種が登場している。ポルシェ・パナメーラ、アストンマーティン・ラピード、BMW・5シリーズグランツーリスモ、アウディ・A5スポーツバックなどがこれに当てはまる。なお、これらの車種はサッシュレスドアを持っていることや（上記車種のうちパナメーラは窓枠付きのサッシュドア）、そのエクステリア・デザインなどから「5ドアクーペ」と呼ばれることも決して少なくない。

### ファストバックセダン（カムバックセダン）

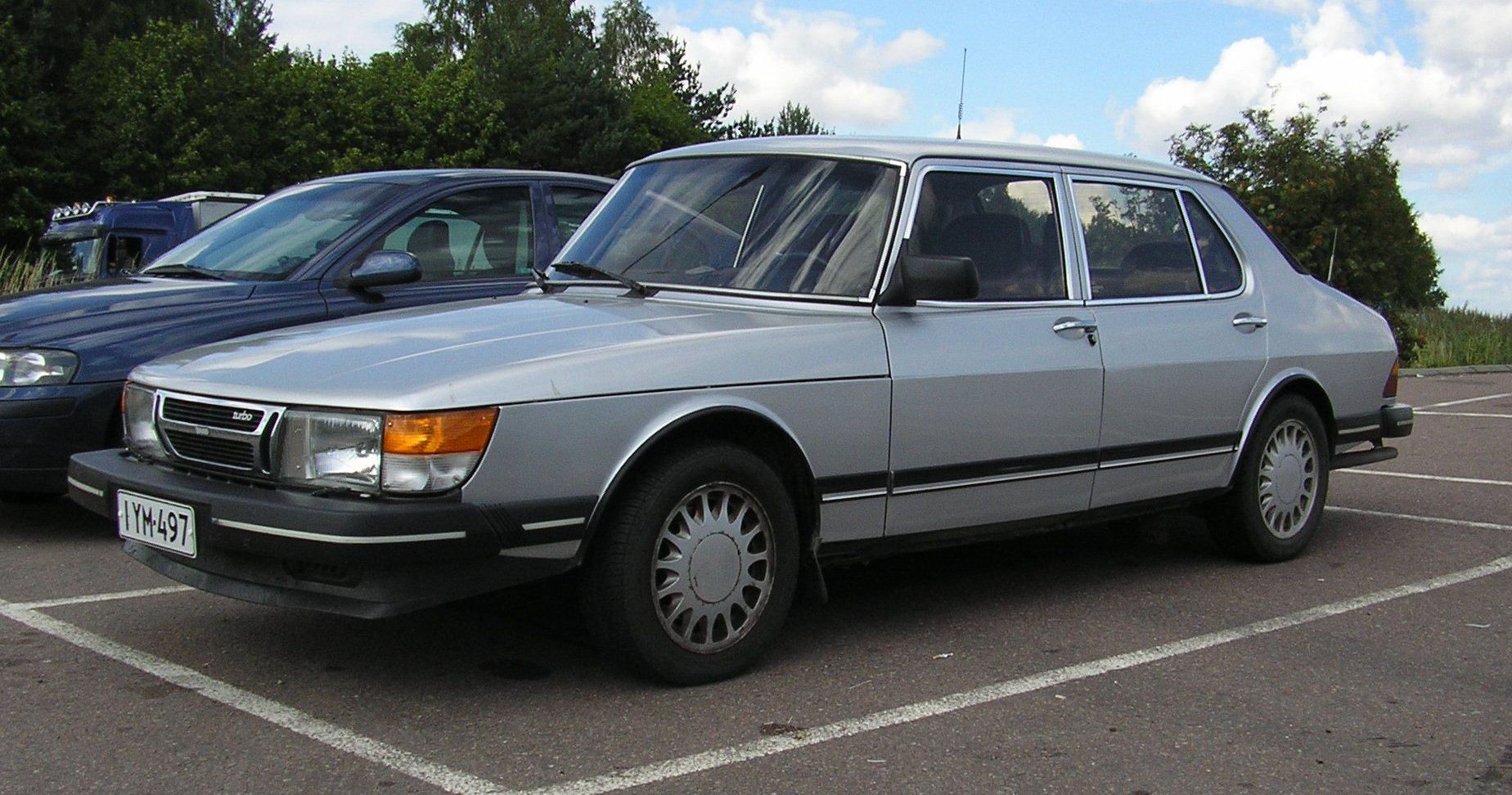
サーブ・900（初代）

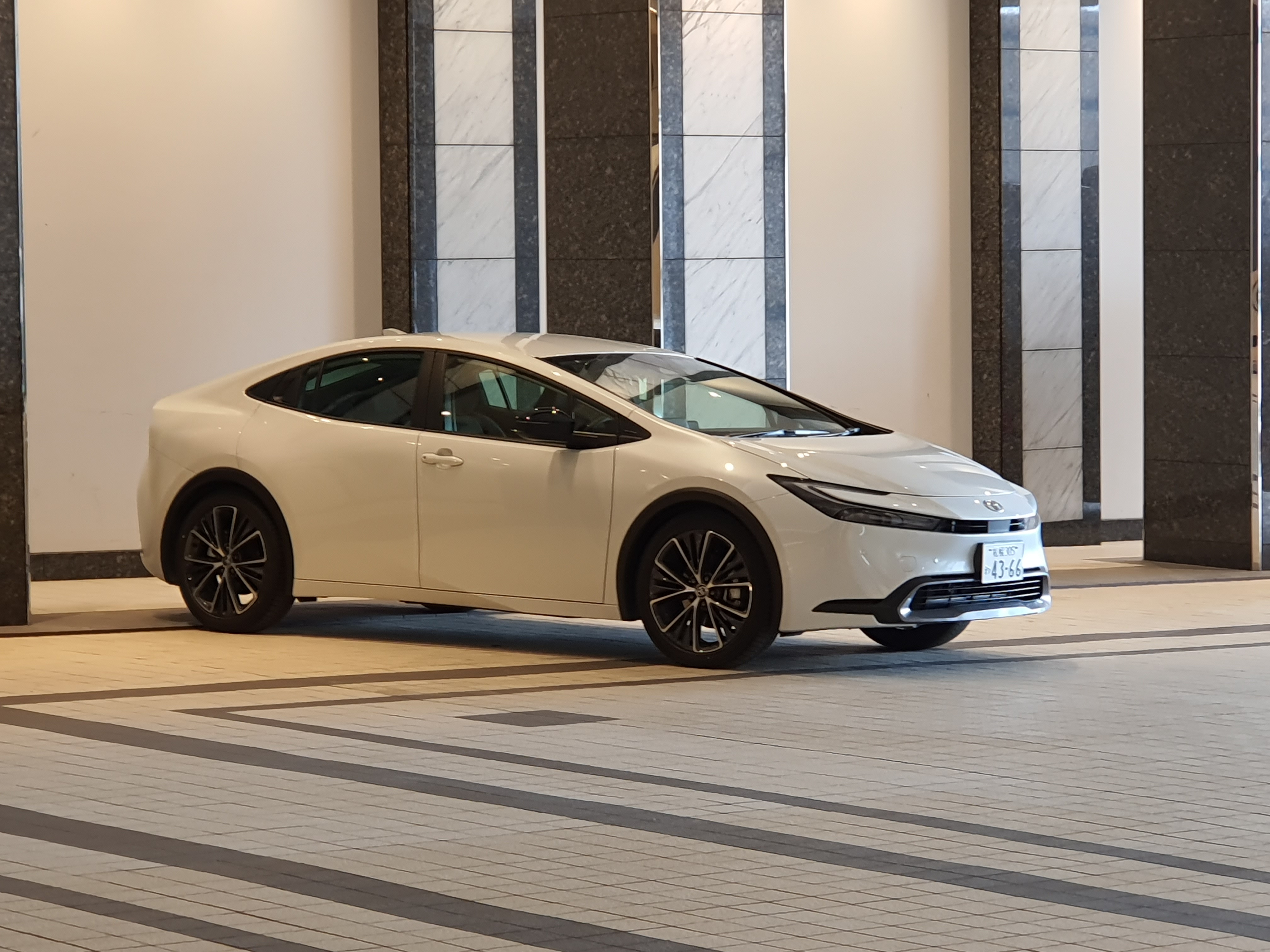
トヨタ・プリウス（5代目）

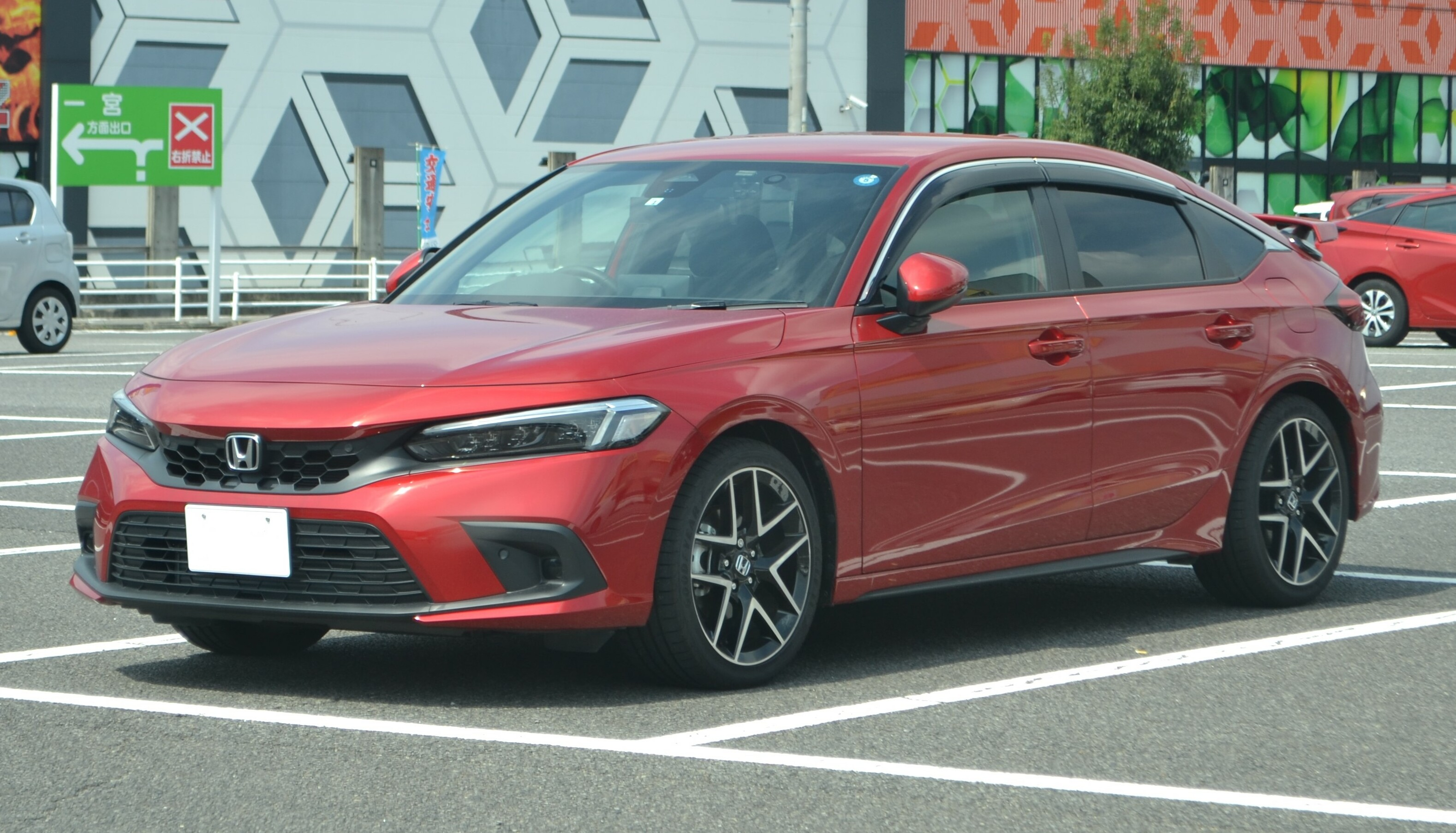
ホンダ・シビック（11代目）

リアウインドウが比較的寝かされ、はっきりとしたリアデッキ構造を持たない種類。こちらもハッチバック同様、セダンをつけず単に「ファストバック」と呼ばれるのが普通である。かつてのファストバックは窓ガラスとドアが別であったが、現在は窓ガラスがドアと一体化しているモデルが多い。そのため今のファストバックはハッチバックに近い扱いを受けることが多い。
流線型ブームの始まる1920から1950年代の海外メーカー車によくみられた。日野・ルノーやVW・ビートル、シトロエン・2CVは日本でもよく知られる存在である。比較的遅くまで採用していたものとしてはサーブで、同社初の自動車である92から、初代 900 までの各世代、中期型までの初代ヒュンダイ・ポニーなどが挙げられる。日本車では日産・チェリー、初代日産・バイオレット（前期型のみ）、初代日産・パルサー（前期型のみ）、中期型以降の2代目トヨタ・パブリカ（OEMの中期型以降のダイハツ・コンソルテを含む）、初代トヨタ・パブリカスターレットセダン（OEMのダイハツ・コンソルテ4ドアセダンを含む）に見られるのみとなっている。
近年では全高（重心）が相当に低いファストバック型のセダンはクーペとして分類されることも少なくなく、メルセデス・ベンツ・CLSクラス、およびメルセデス・ベンツ・CLAクラスではそれぞれ4ドアクーペとしている。また、マツダ・アテンザスポーツ（日本以外：MAZDA6　5ドアハッチバック）や2代目以降のトヨタ・プリウス、2代目以降のホンダ・インサイト、10代目以降のホンダ・シビック（5ドアハッチバック）、欧州向け7代目三菱・ランサー（5ドア車）（日本名・ギャランフォルティス スポーツバック）などのように後部オーバーハングをそこそこ延長したノッチバック（あるいはセミノッチバック）セダン風に見せた5ドアハッチバック車もファストバック（カムバック）セダンと呼ばれる場合も決して少なくない。

### 2ボックスセダン（ショートファストバックセダン/ノッチレスセダン）

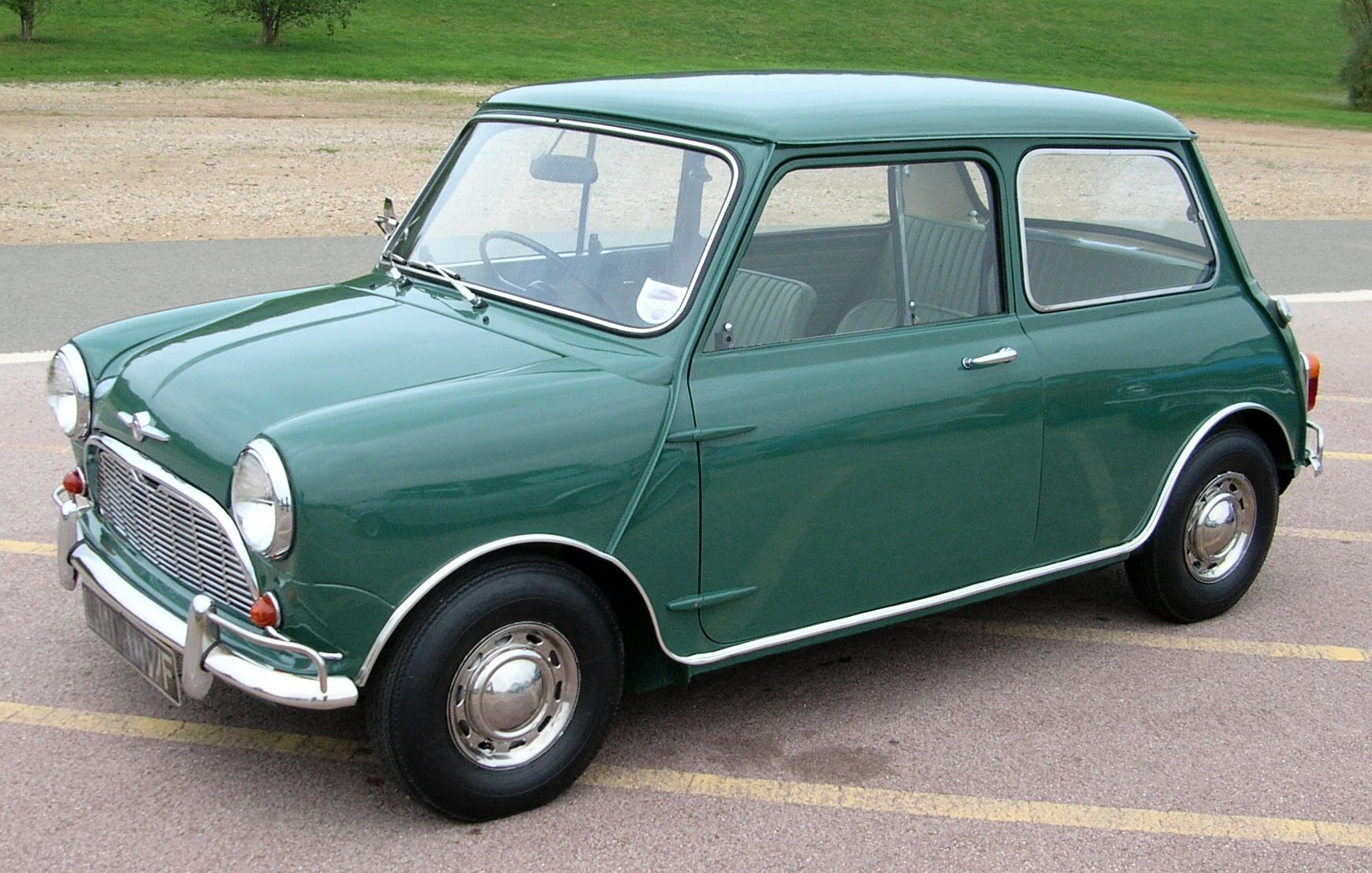
モーリス・ミニ マイナー

リアデッキ（リアノッチ）を持たない種類。以前はトランクリッドを持つ種類も製造されていたが、現在ではバックドアを持つハッチバックタイプがほとんどである。
初代ホンダ・シビックや2代目ホンダ・トゥデイなどのように、同世代にトランクリッドを持つものとハッチバックをもつものの両方が存在する例もある。

### スポーツセダン

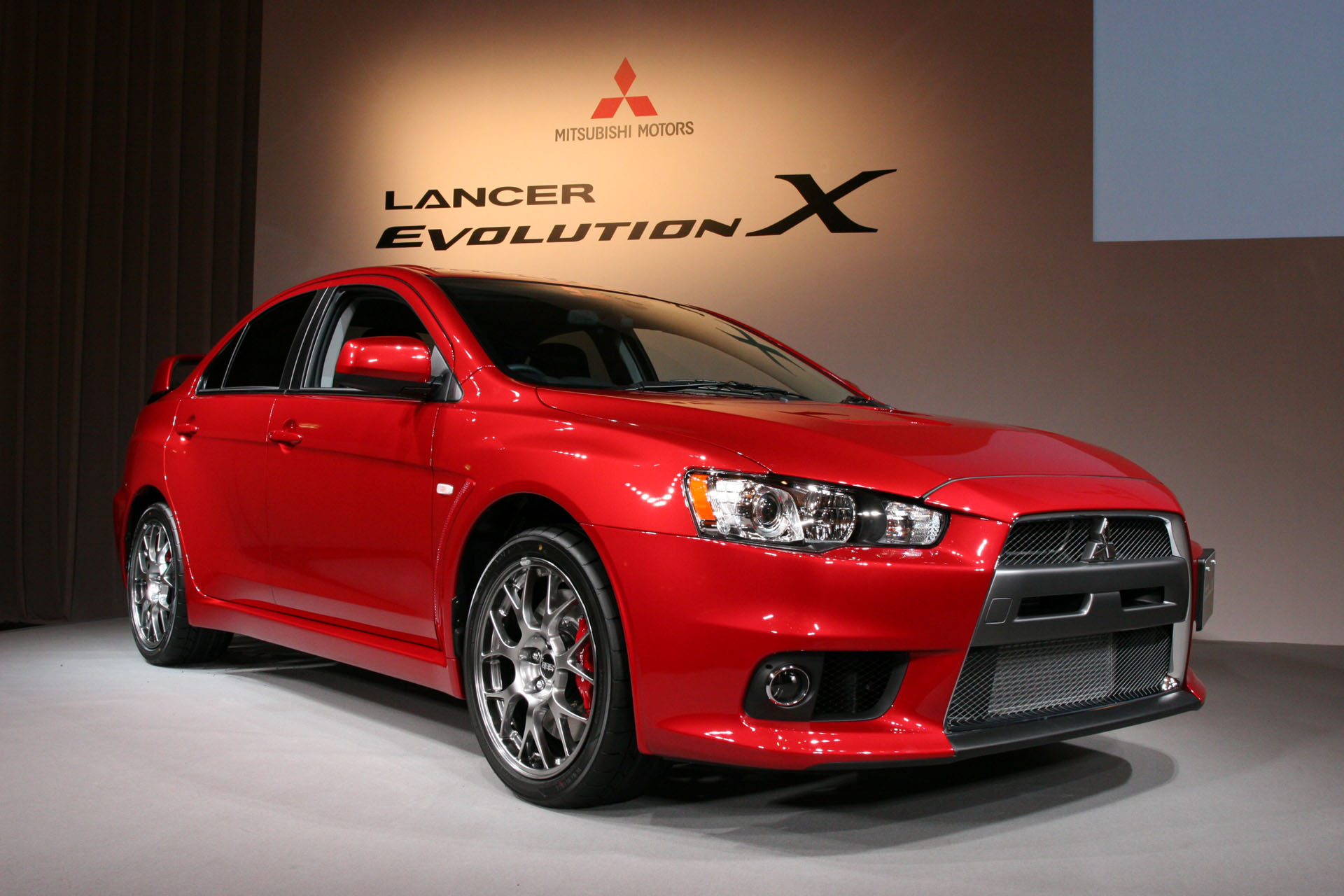
三菱・ランサーエボリューションX

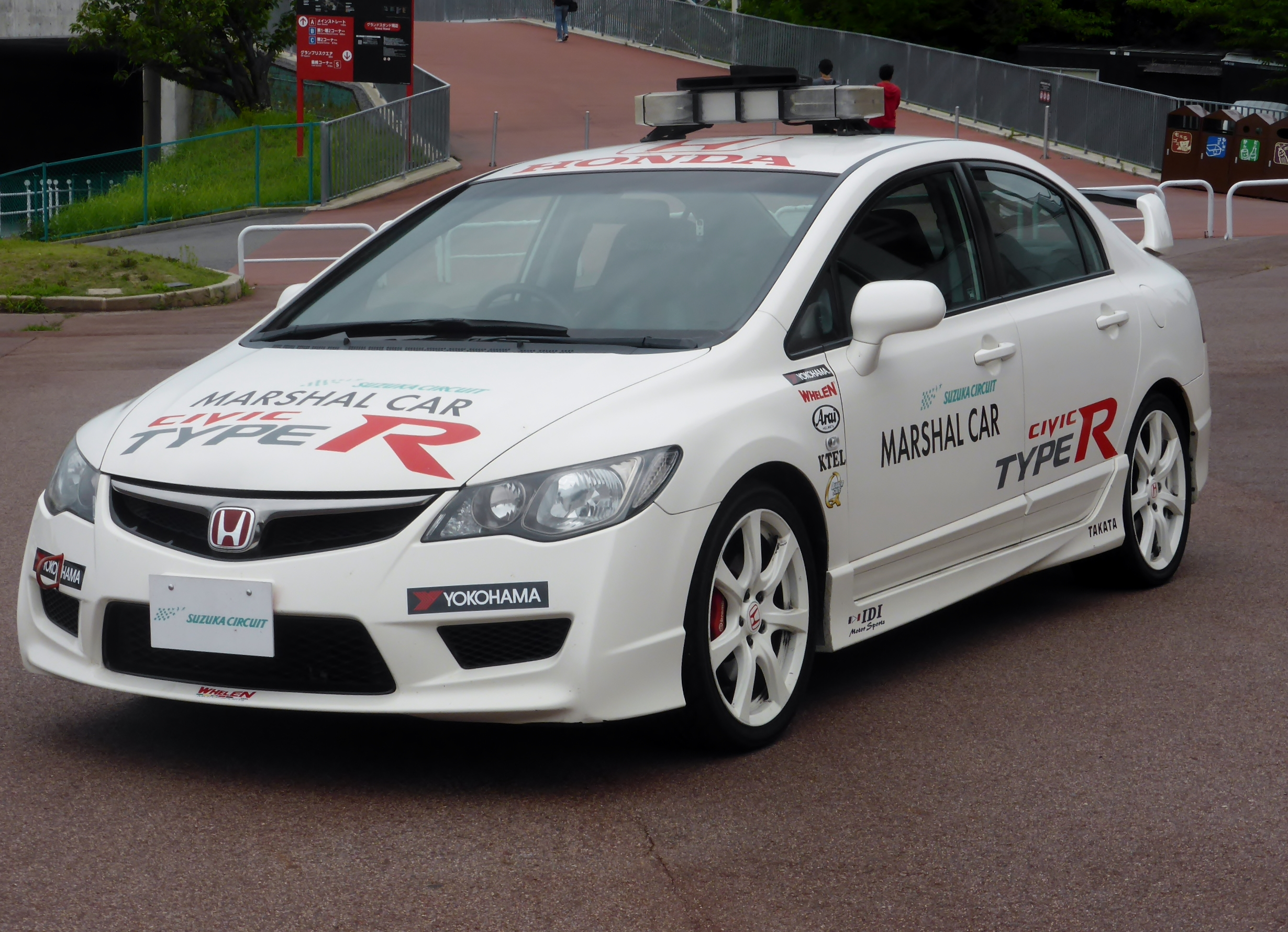
ホンダ・シビックタイプR#3代目（日本仕様） FD2型（2007 - 2010年）

本来実用性や快適性が求められることの多い2ドア/4ドアセダンに、あえてスポーツ性を加味された趣味性の強いモデルはスポーツセダンと呼ばれる。なお、3ドア/5ドアセダンの場合はスポーツセダンではなくホットハッチと呼ばれる。
クーペに比べると、十分な座席居住性を確保した後部座席が備わっているため、所帯持ちには家族の理解を得られやすいという長所がある。また、同価格帯のクーペを凌ぐ動力性能を備えたものもあるため、独身の車好きにも積極的に選ばれやすい。
日本初のスポーツセダンはプリンススカイラインGTとされる。後にスバル・インプレッサ WRX STiや三菱・ランサーエボリューションのように、絶対的な速さやモータースポーツへの参加を強く意識したモデルが人気を博した。他にもトヨタ・アルテッツァ、日産・スカイラインやスバル・レガシィB4のように速さよりも運転する楽しみを重要視したモデルや、トヨタ・クラウンアスリートやカローラGT、カリーナGT、三菱・ギャランVR-4、トヨタ・マークII三姉妹のGTツインターボ/ツアラー系などに代表される、普通の実用セダンとほぼ同じ平凡な外観でありながら、一度アクセルを踏み込めば、スポーツカーに引けを取らないほど速いという意外性を楽しめる「羊の皮を被った狼」と呼ばれるようなモデルもある。特に1990年台に一時代を築いたハイソカーたちは、スポーツセダンに分類されるようなモデルが多い。
なお、高価格帯のセダンはいずれも静粛性や低速トルクといった快適性の観点から大型エンジンを搭載しているが、もちろんこれらもアクセルを踏み込めばスポーツカーと同等の加速をする。そのため、スポーツセダンに入るかどうかは足回りなどの調整で決まる。

### 軽セダン
日本の軽自動車でも1970年代まではリアデッキを持ったノッチバック型で純粋にセダンといえる車が製造されていた。しかし利便性に難があることなどからノッチバック型は次第に廃れ、ノッチレスの2ボックス型が主流となった。この傾向は軽自動車の規格がより大きくされた1990年以降、21世紀に入った現在でも変わっていないが、変わり種として1998年から2002年まで販売されていた2代目ダイハツ・オプティが、小さいながらも本格的なトランクルームを備えたショートノッチバック（小さいトランクのため2.5ボックスとも）型ハードトップセダンとして販売されていた。
しかし現在でも軽乗用車においては、「バンでもワゴンでもない」ことを訴えるためにメーカーが実質的に「セダン」と名付けることがある。

## セダンの人気

### 日本国内での人気
日本のモータリゼーションにおいて、大衆車の普及を促したのはセダンであった。特に日産・ブルーバードとトヨタ・コロナの『BC戦争』、日産・サニーとトヨタ・カローラの『CS戦争』によるセダンの市場への大量流出は、セダン=乗用車というイメージを強く印象づけた。特にトヨタでは「いつかはクラウン」というキャッチコピーに象徴される、カローラ→コロナ→クラウンと続く序列を確立する販売戦略により、大衆の自動車への憧れの形としてセダンは高度経済成長末期の1980年代まで主流を占めていた 。この頃はバンやステーションワゴン、ハッチバックのような積載性に優れたボディタイプは商用車という印象が強く、「セダンこそ乗用車、ファミリーカー」という風潮も追い風となった。1980年代にはハイソカーブームが起き、バブル景気とともに高額なセダンが飛ぶように売れた。1990年時点の乗用車販売台数ランキングでは、上位8車種がセダン単一ボディもしくはセダンを根幹・派生車種に持っており、セダンが日本人のカーライフに馴染んでいたことが窺える。
一方でレジャーブームの勃興から、1980年代半ばからはSUV、ステーションワゴン、バンといった実用性に優れるRV車のブームが芽生え始め、バブル崩壊後には一気に開花。伝統の形式に則ったセダンの需要は縮小していき、クーペとともに廃止となるか、実用性を備えたハッチバックやステーションワゴンへと姿を変えていった。90年代後半の国内ではすでに、「セダンは売れない」という風潮は覆し難いものになっていた。そして2002年には、それまで33年連続国内販売台数1位であったカローラが、ハッチバック型コンパクトカー単一ボディのホンダ・フィットにその王座を奪われ、セダンの時代は一つの区切りを迎えた。
2010年代にはクロスオーバーSUVや軽トールワゴン、ミニバンなどが日本市場の中心となった。2023年11月現在、トップ10に安定して入っているセダン、あるいはセダンを派生車種に持つ車種はトヨタ・プリウスとカローラ、クラウンのみで、かつての隆盛ぶりを考えればセダンは既に大衆車・ファミリーカーの主流から外れていると言わざるを得ない状態である。トヨタ・マークX（旧：マークII）やスバル・レガシィB4、日産・シーマなどといった数十年の伝統を持つセダンブランドも国内販売は2020年代までに終了しており、スズキや三菱自動車工業、ダイハツ工業など、日本向けセダンの自社生産から完全撤退したメーカーも少なくない。
そのような中でもトヨタ自動車は「セダンの復権」を謳って新型セダンの開発を続行し、2023年11月時点も7種類（プリウスを除き4ドア）のセダン車を販売していたが、同年12月にはセダンの人気低迷を理由にカムリは国内販売終了が表明され、セダンはごく一部の需要の安定した車種（例：プリウス、カローラ、カローラアクシオEX）を除き、段階的に縮小していく見通しとなっている。
車体のサイズでは1990年代以降、税制の緩和・海外市場の拡大と日本市場の縮小・安全基準の厳格化・走行性能の追求などにより、大衆車クラスも含め5ナンバーセダンの減少と3ナンバーセダンの増加傾向が加速。2023年11月現在、日本国内で販売される5ナンバーセダンはトヨタ・カローラアクシオEXが唯一となっている。根幹にあたるカローラは2019年のフルモデルチェンジで3ナンバーボディに移行しているが、理由については3代目プリウスの大成功に倣ったためと説明されており、セダンを求める消費者の要求や消費者の層自体が変化したということも背景にある。
ただし高出力ユニットが搭載されるため高速域での優れた運動性能が必要であったり、ステータス性・フォーマル性が重視されたりするDセグメント以降の中～高価格帯では依然としてセダンの需要は高いため、トヨタ/レクサス、日産、ホンダを中心に豊富な車種が堅持されていた。2021年6月当時のデータでは、4ドアセダン単独で最も売れていたのはクラウン（月平均2100台程度）であり、4ドアカローラ（1300台）やMAZDA3（470台）の販売台数を大きく引き離しているというデータからも、高価格4ドアセダン需要の手堅さが窺える。ただしホンダは2022年〜2023年にかけてクラリティ、インサイト、アコードを一気に販売終了してこの市場からも撤退しており、レクサス（≒トヨタ）や日産も10年前発売のISやスカイラインを代替わりしないままマイナーチェンジを重ねるなど、低価格帯のセダン同様、厳しいことには変わりない状況にある。
警察捜査用の覆面パトカーを含むパトロールカーや社用車、教習車、レンタカーといった業務用の分野では、「普通の自動車（乗用車）」らしさや燃費、高速安定性、改まった場にも合う佇まいなどの観点から依然として4ドアノッチバック型セダンの需要はあり、これらには専用のグレードや車種が設定される場合もある。5ナンバーセダンや一部のCセグメントクラスの3ナンバーセダンも法人需要に占める割合が大きく、カローラはフルモデルチェンジ後も先代型のカローラアクシオEXの併売が続けられている。
かつてはタクシー（主に小型・中型料金向け）も信頼性、整備性、乗務員の疲労軽減、狭い場所での取り回しに配慮した専用設計のFRの専用5ナンバーノッチバックセダンが多く販売されていたが、2010年代にタクシーの基準が順次緩和されてセダン以外のボディタイプも用いやすくなったことにより、バリアフリーの観点からミニバン、トールワゴンといった乗り降り・積み下ろししやすい2ボックス型乗用車に移行したタクシー事業者が増加した。最後までタクシー向けノッチバックセダンを販売していたのはトヨタであり、クラウンセダン/クラウンコンフォート/コンフォートがラインナップされていたが、いずれも2017年に販売を終了し、タクシー専用ノッチバックセダンは消滅した。トヨタが代わりに発売した専用車のジャパンタクシーはロンドンタクシーにも通じる2ボックススタイルのハイトワゴンとなっている。しかし『タクシー=セダン』というイメージは未だに根強く、燃費と信頼性に定評のあるトヨタのハイブリッドセダン、特にプリウスとカローラアクシオハイブリッド、カムリは現在も個人タクシーを中心に人気が高い。

### 日本国外での人気
世界的には高級車としてはもちろん、高速安定性・経済性（価格・燃費・タイヤ代）などの点から大衆車としてもセダンの人気は高い。東南アジアや南米の発展途上国ではセダンは一定以上の階級の象徴であり、逆に北米のように全幅2メートル級の巨大車が多い地域ではCセグメントセダンが日本でいう軽自動車に近い存在として親しまれている。そのためスズキ、三菱、ダイハツのように日本ではセダン市場から撤退したメーカーたちも、海外ではセダンを積極的に製造・販売し続けている。
中国と北米では4ドアセダンの需要が非常に豊富で、両地域だけで世界全体の4分の3の占有率を誇る。これらの地域ではトヨタ、ホンダ、日産の中型セダンが買い得感や再販価値（リセールバリュー）の良さから非常に評価が高く、販売台数ランキングでは安定して首位を争っている。土地の制限の多い欧州や中南米などでは4ドアは少なく、5ドアの方が人気が高い。
2017年の乗用車世界販売台数では1位トヨタ・カローラ、2位ホンダ・シビック、3位はフォルクスワーゲン・ゴルフと5ドア含めセダン系車種が上位3車種を占めた。
しかしその一方で、日本と同様クロスオーバーSUVの大躍進に押され続けているのも事実で、2018年にはトヨタ・RAV4、日産・エクストレイル/ローグ、ホンダ・CR-Vの日系SUV 3車種が3強の一角ゴルフを下し、2019年にはRAV4とCR-Vがシビックをも打ち破って3位と4位にそれぞれつけている。現代のクロスオーバーSUVは「背を高くしただけのハッチバックセダン（≒トールワゴンの亜種）」という性格が強く、技術の進歩でセダンに近い高速域での乗り心地・操縦性（ハンドリング）・燃費などを実現しているため、室内および積載空間で大きな差がついてしまっているのがセダン失速の原因とされる。また欧州車メーカーやトヨタはセダンルックのSUVも発売するようになっており、これが従来のノッチバックセダン好きの層を吸収していると考えられる。
2017年当時の時点での各地域の4ドアセダンの市場シェアは、米国で27％（10年間で-11％）、中国で39％（同-10％）、欧州で4.5％（同-3.5％）とそれぞれなっており、いずれも下降傾向にある。また中国では2017年、米国では2015年にSUVがセダンを逆転している。
北米におけるセダンは法人向け（主にレンタカーや社用車）の需要が大きく、値引き競争が激しく利益率が高くないという慢性的な問題がある。また、シェール油田の発見による原油価格の低下から、燃費の良くないピックアップトラックやSUVが追い風を受けており、2017年には16年連続で北米乗用車販売台数1位であったセダンのカムリがついにRAV4に引きずり降ろされてしまう事態が発生した。こうしたセダンの人気の陰りに加え、元々のセダン市場における日本車勢の圧倒的な強さ（2020年のセダン販売台数トップ5は日本車が独占）からクライスラーとフォードは北米においてセダンの販売から完全撤退し、GMもセダン生産を段階的に縮小してピックアップトラック・SUVへ注力することを決定している。一方で2018年頃から始まった原油高やSUVの増え過ぎを背景に、若者を中心にセダン人気が持ち直しているという見方もある。
中国市場では日本同様、2000年頃のモータリゼーションの過渡期においては4ドアセダン一辺倒であったが、一人っ子政策の見直しによる一人世帯あたりの子供の増加や経済力の増長とともに、湾岸部を中心にクロスオーバーSUVへと人気が移っている。ただしセダンも人気は依然として根強く、質感と信頼性の高い日本車を中心にセダンが売れ続けている。特に日本市場では年間数千台程度の売上で絶版となった日産・シルフィは、中国では高級感・居住性・ブランド力などが評価され、50万台近くを売り上げるドル箱に成長している。

## モータースポーツ
自動車競技ではセダンは古くからクーペに準ずる存在であったが、1980年頃までは基本的には剛性や重量バランスに優れる2/3ドアタイプがメインだった。
1990年代以降に利便性に優れた4/5ドアタイプが市場で一般的になり、最低生産台数や採算の都合で2/3ドアセダンによる参戦はめっきり減った。

### サーキットレース
1960年代の日本グランプリや1970年代のTSと呼ばれる特殊ツーリングカー（マイナーツーリングカー）、1980年代のグループA規定によるJTC（全日本ツーリングカー選手権）などのプロフェッショナル向けのツーリングカーレースにおいて2/3ドアのセダンが用いられた。
国内外で4/5ドアが初めてツーリングカーの主役となったのは、グループAが終焉を迎え、「クラス1」/「クラス2（スーパーツーリング）」がFIA（国際自動車連盟）の規定として導入された1990年代である。当時どのメーカーも豊富にラインナップしていたセダンを自由な改造できるこの2つの規定は、一時的に世界中のツーリングカーレースで多数のメーカーが参加した。しかし短期間でコストが高騰しすぎてしまい、21世紀を迎える前には下火になってしまった。
この反省を活かしたFIAは2000年に、量産4座席車両を従来より安価に改造する「スーパー2000」規定を施行。これはクラス1/クラス2よりは長命となり、WTCC（世界ツーリングカー選手権）をはじめ世界各国で用いられたが、公平な開発競争とコスト抑制のバランスを取るのが難しく、年を減るごとにワークスとして参戦したいというメーカーは減っていった。
2015年にグループGT3の成功に倣い性能調整（BoP）を用いて戦闘力均衡を図る、FFセダンによる「TCR」規定が施行された。TCRはGT3同様多くのメーカーを呼び寄せたため、2018年にこれを用いたWTCR（世界ツーリングカーカップ）が、WTCCの消滅と入れ替わりにツーリングカーレースの最高峰に就いている。ただし世界選手権からは格下げとなってしまっており、さらにこれもわずか5年で終了に追い込まれてしまっており、セダンの国際レースを興行的に維持することの難しさを物語っている。
各国の国内選手権としてはBTCC（英国）、TC2000アルゼンチン選手権、CTCC（中国）、ストックカー・ブラジルなどがあるが、プロフェッショナルのレースとして成立しているものとしては少数派で、各国のレース文化の差が出ている。下位クラスやローカルレースも含めれば、セダンが主役のカテゴリは今も昔も無数に存在するが、いずれもアマチュアドライバーがメインのものに限られる。日本では90年代にクラス2規定のJTCC（全日本ツーリングカー選手権）が5年間のみ開催されて消滅して以来、セダンが主役のプロによるレースは行われていない。
近年は市販車におけるセダン人気の縮小が、レースの規則やエントラントの車種選択にも影響を及ぼす事例が目立つ。日本では埼玉トヨペット Green Braveはトヨペット店の看板車種であったマークXを生産打ち切りにより失ったため、スーパー耐久に長らくレースに馴染みの無かったクラウンを投入している。また、そのスーパー耐久では規制が緩和され、純2座席車が4座席車と同じくらい参戦しやすくなり、これが参戦台数を増やした。メーカーによるセダンの国内のワンメイクレースはかつては多く存在したが、ベース車両の生産終了やエントラントからの不人気などにより、2022年現在はレクサス・IS CCS-Rのワンメイクレースが下位クラスとして細々と行われているのみである。この点、クーペやコンパクトカー、軽ワゴンのワンメイクレースは活況を呈しているのとは対照的である。
海外に目を向けてみると、北米のNASCARカップ・シリーズでは各メーカーの"顔"となるような中級セダンに架装するのが長らく慣習としてあったが、慢性的な米国製セダンの販売不振により、2018年にシボレーがカマロ、2019年にフォードがマスタングと、クーペへの切り替えが進んでいる。トヨタだけはカムリを維持する方針であるが、そのトヨタも直下カテゴリのエクスフィニティ・シリーズでは2019年にカムリをGRスープラに切り替えている。同様に、豪州スーパーカーズ選手権でも2017年以降セダンからクーペへのベース車両の切り替えが行われている。DTM（第二期）も2004〜2011年まで4ドアセダンであったが、こちらはSUPER GTとの規則統一という事情から、2012年から2ドアクーペに置き換えられていた。
SUPER GTにおいてはJGTC時代の2003年から同一ファミリー内に2ドアがないことを条件にセダンの参戦が認可され、メーカー系チームを中心に、GT300クラスにセダンがたびたび投入されていた(トヨタ・カローラアクシオ、スバル・レガシィ、スバル・インプレッサ、トヨタ・プリウス、レクサス・IS、トヨタ・マークX)。2023年以降はGT300クラスからはセダンが姿を消したが、2024年からはGT500クラスにホンダ・シビックタイプRが投入されることが決定している。

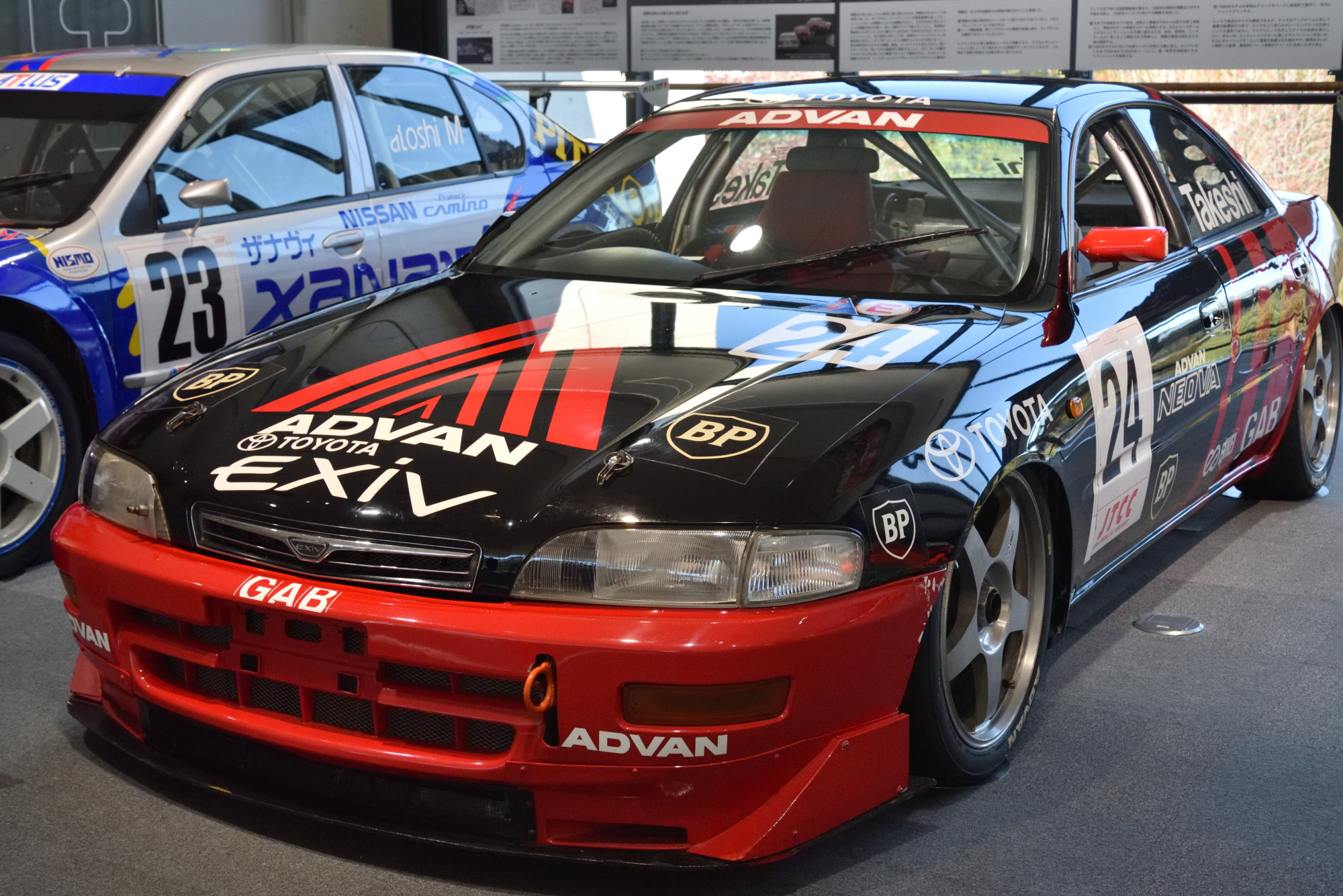
JTCCのトヨタ・コロナEXiV
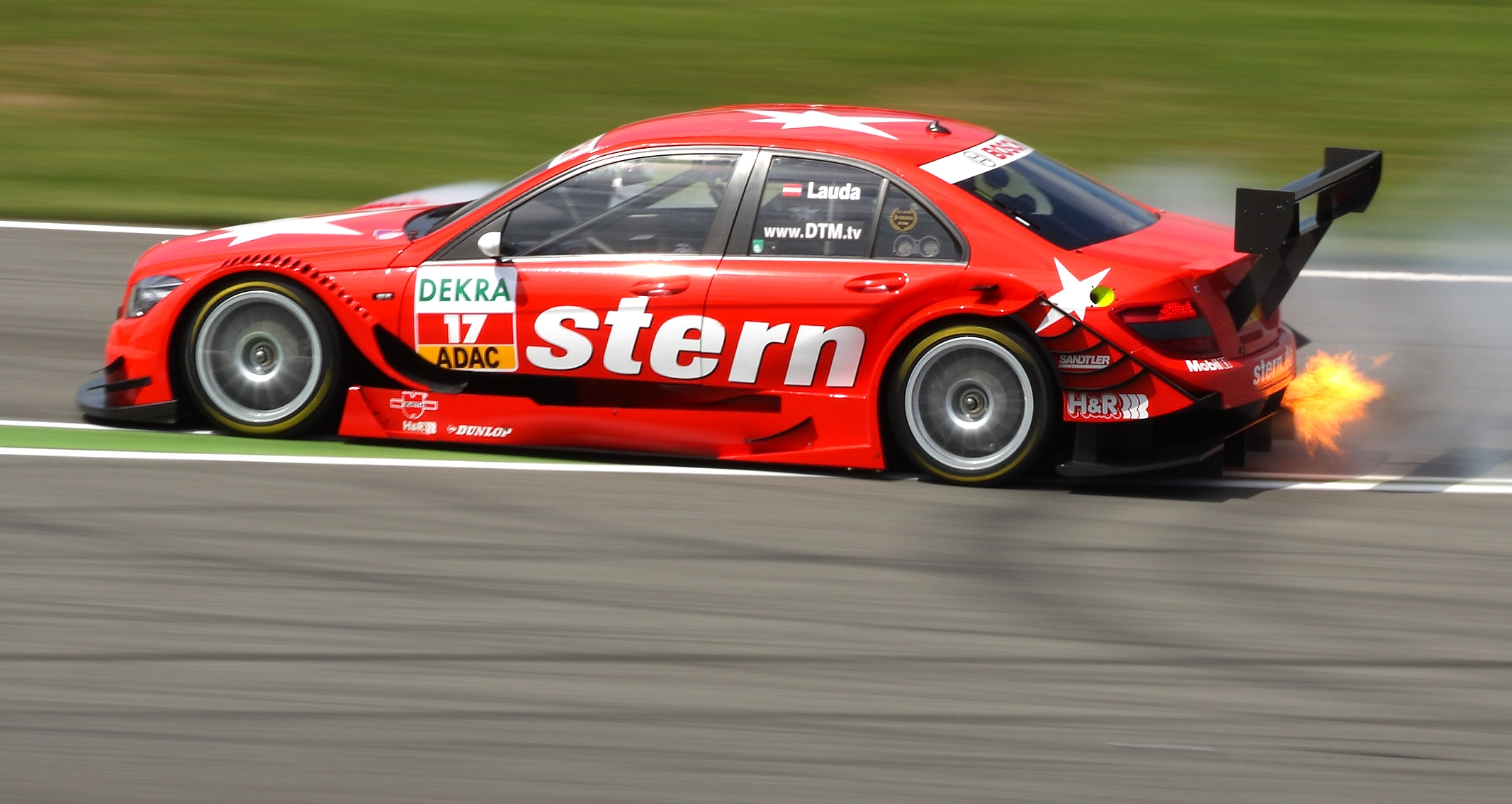
DTMのメルセデス・Cクラス（W204型）
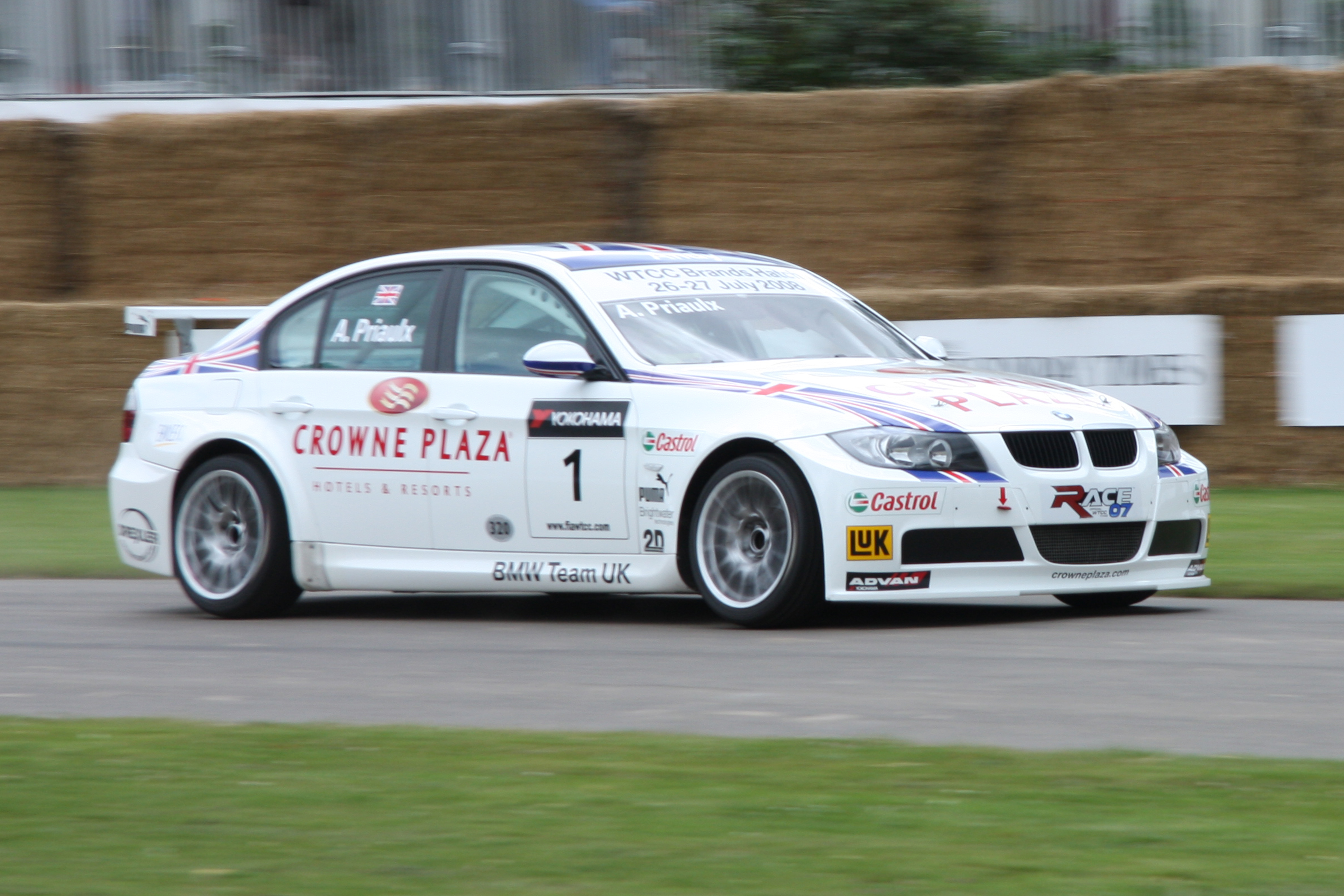
WTCCのBMW・320
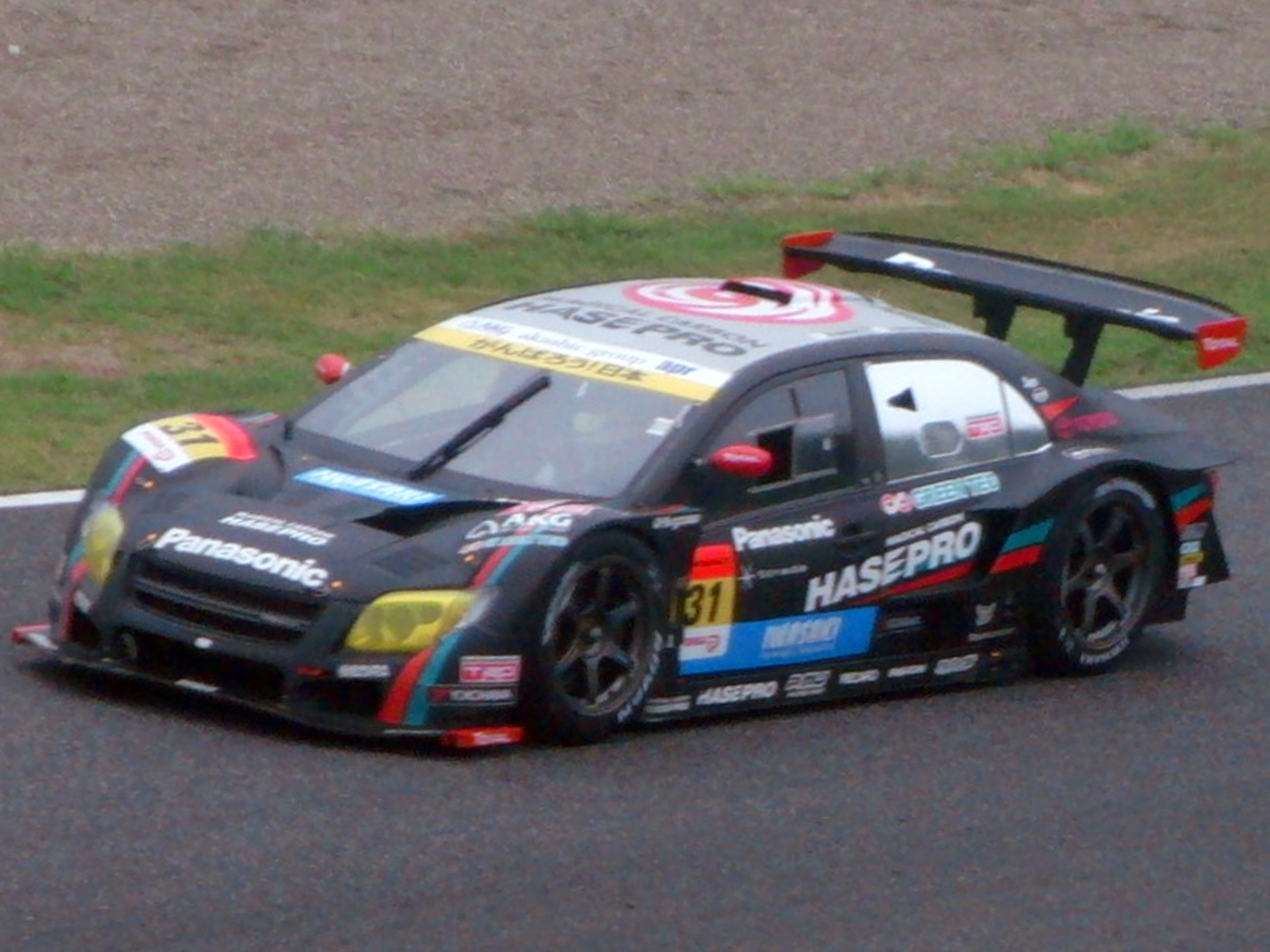
GT300のトヨタ・カローラアクシオ
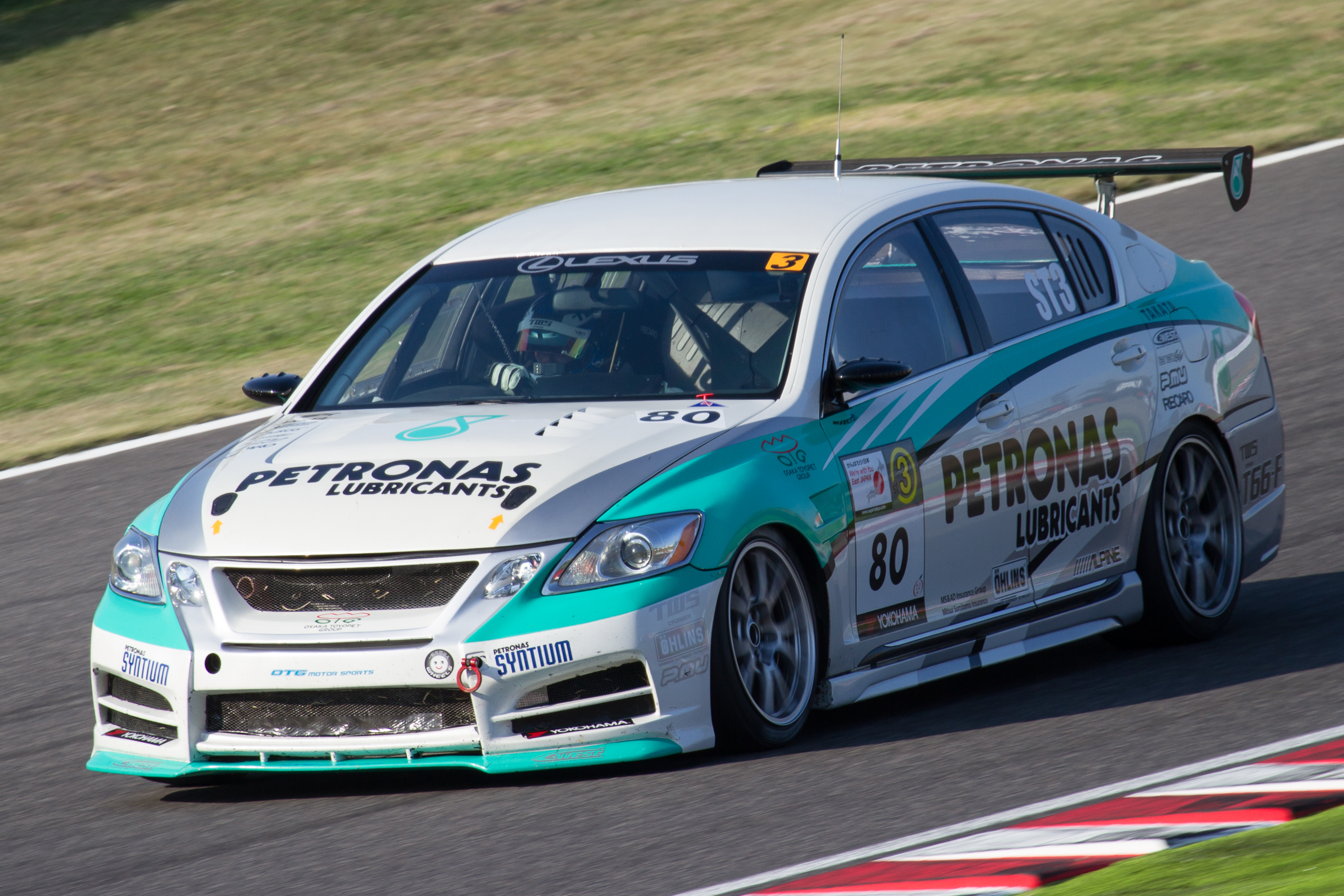
スーパー耐久のレクサス・GS350
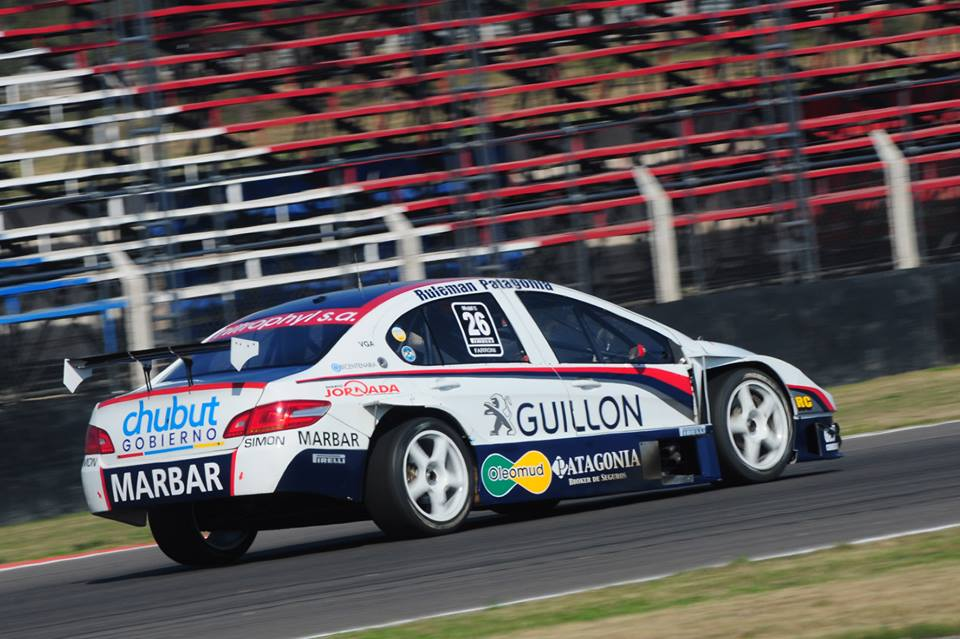
スーパーTC2000のプジョー・408
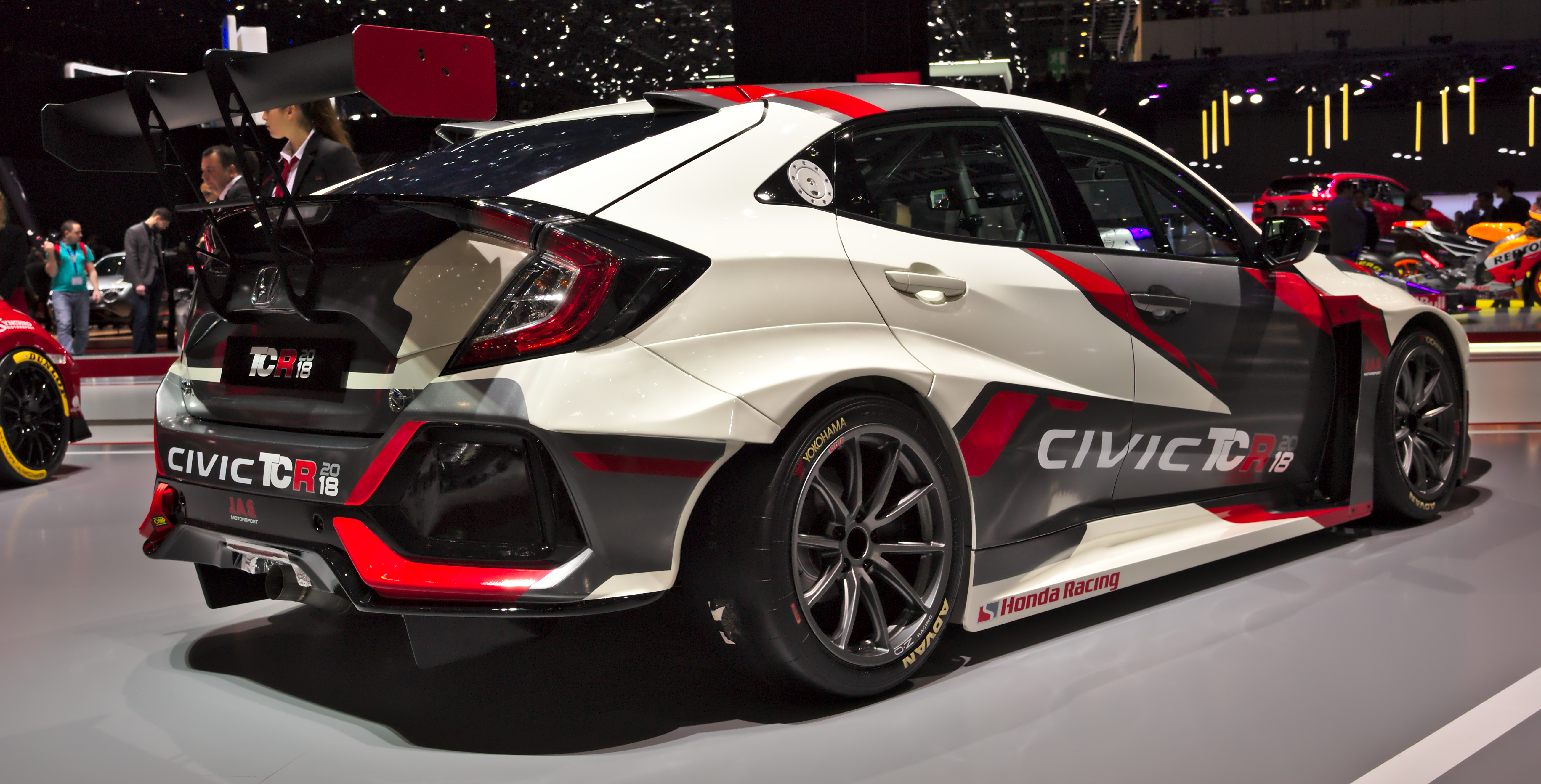
TCRのホンダ・シビック
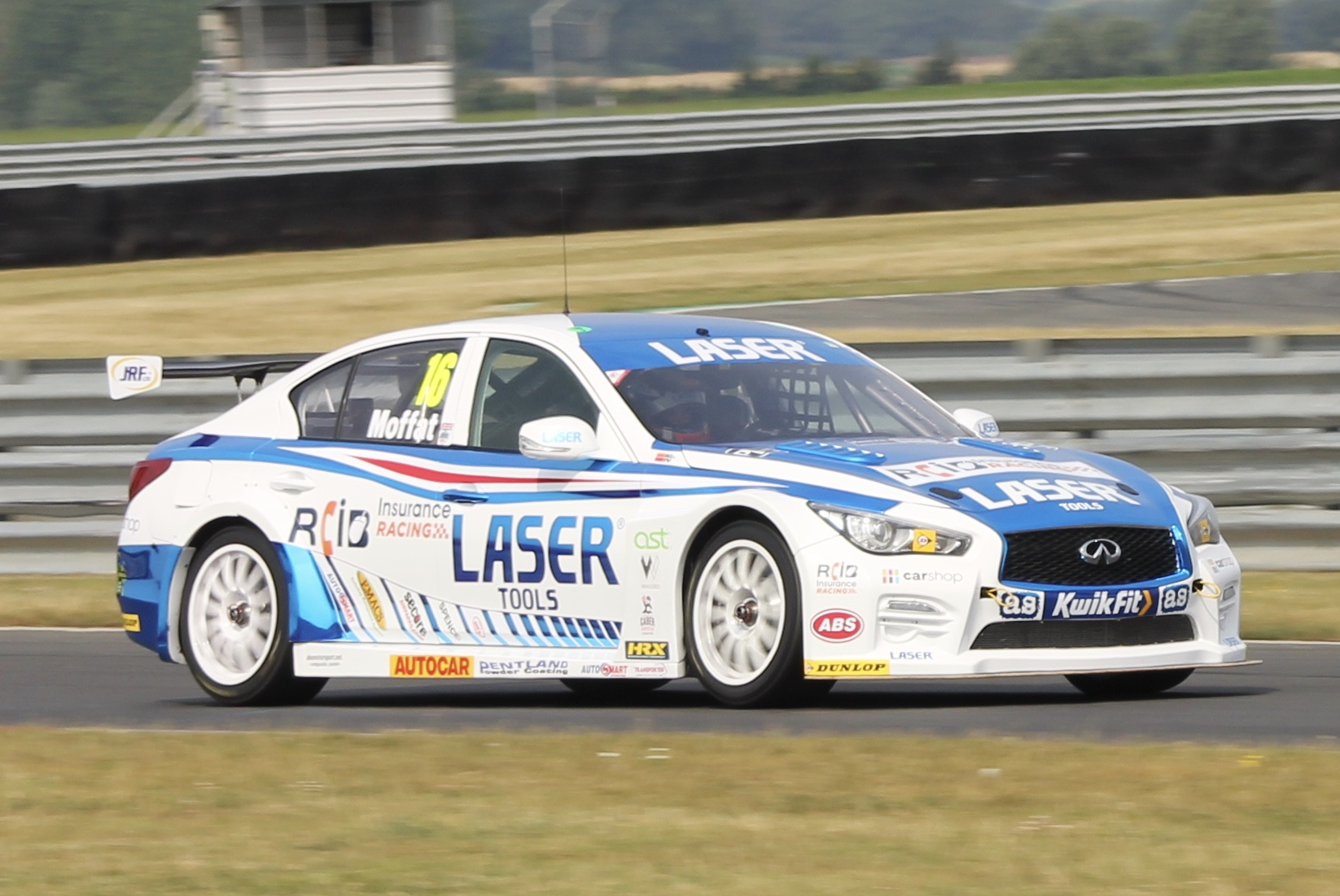
BTCCのインフィニティ・Q50

### ラリー
WRC（世界ラリー選手権）を筆頭にラリー界でも1980年代まで、2/3ドアセダンによる参戦が盛んに行われていた。グループ4規定の雄アバルト・131ラリーやフォード・RS1800はその代表例である。
1990年代のグループAやWRカーの時代になると、三菱・ランサーエボリューションとスバル・インプレッサWRX STIという2大国産スポーツ4WD4ドアセダンがWRCや各国選手権の市販車部門を席巻するようになった。この背景には高性能化に合わせて高速安定性が必要となり、一定のホイールベースの長さが必要となったことも挙げられる。これらはWRカーのベース車両としても用いられ、多くのタイトルを獲得している。
しかし2000年代になると4ドアは徐々にリアオーバーハングの長さが重量バランスの点でネックになり、5ドアハッチバックが流行りとなった。トヨタやフォード、シトロエンはCセグメントの5ドアセダンをWRカーとし成功を収め、スバルも活動末期にインプレッサを5ドア化した。2010年代に入ると、よりメーカーが参戦しやすくなるように規則が変わり、Bセグメントのコンパクトカーが全クラスでメインとなっていった。
ダカール・ラリーでは初期のまだ冒険色の強い牧歌的だった時代に、セダンの参戦例がよく見られる。中でもフランスのマロー兄弟は、4WD化したルノーの小排気量セダンを持ち込んで総合トップ5フィニッシュを連発し、1982年には20でオフロードSUV勢を押しのけて総合優勝という快挙を達成している。また市販車無改造部門でもアマチュアによってセダンが持ち込まれ、1981年にトヨタ・カリーナがSUV勢を破ってクラス優勝を挙げた例もある。先鋭化してパイプフレームを用いたプロトタイプバギーが一般的になってからの1990年代も販促目的からセダンのデザインを外観や車名に用いることが流行り、特にプジョー/シトロエンは1990年前後に一時代を築いた。2008〜2010年には三菱も代名詞のパジェロからランサーへデザインを切り替えていた。現在ではプロトタイプも市販車部門も、SUVやトラック、バギーのみとなっており、セダンの参戦は冷戦時代の政府御用達車を用いている中国の紅旗程度に限られる。

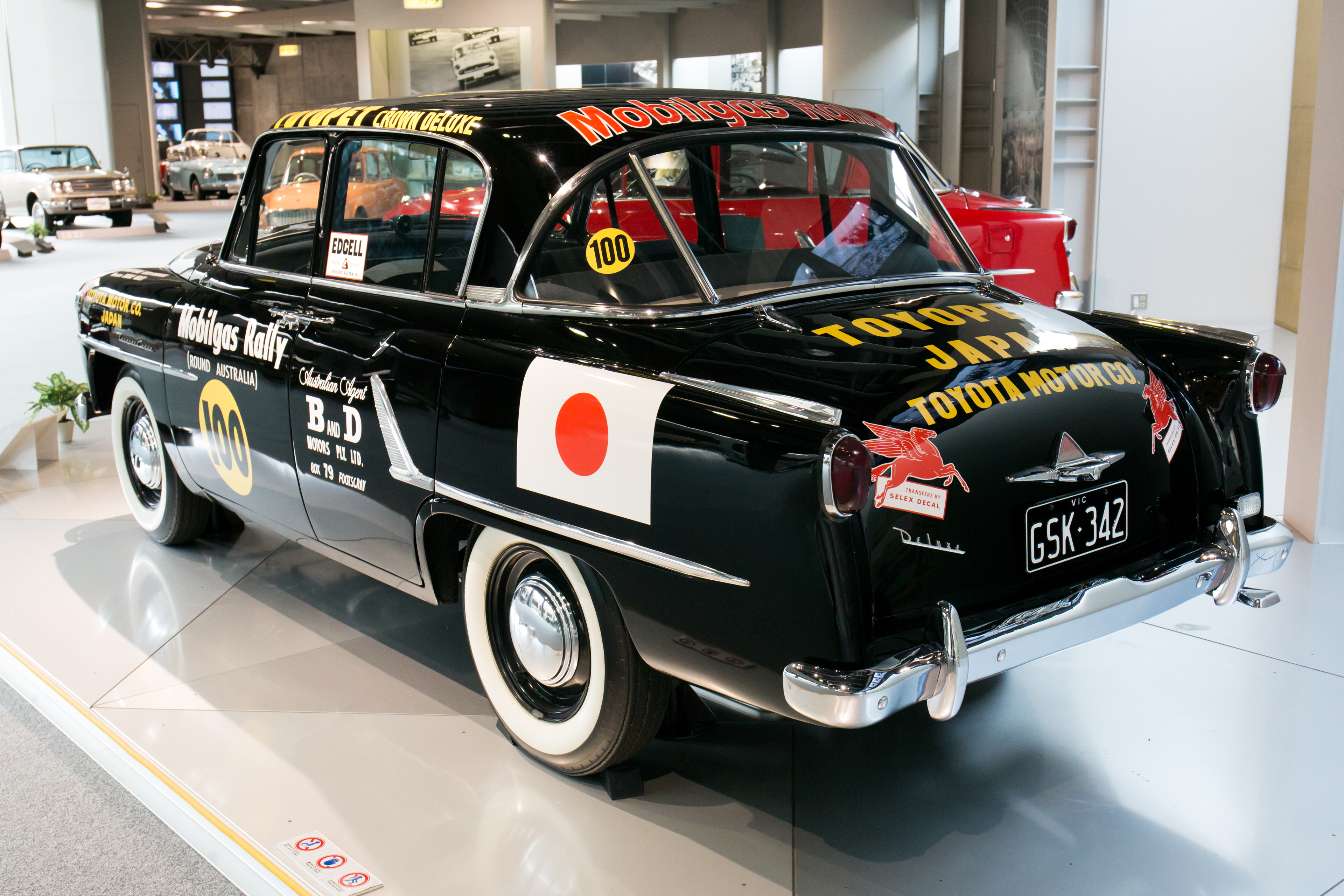
オーストラリア一周ラリーのトヨタ・クラウン
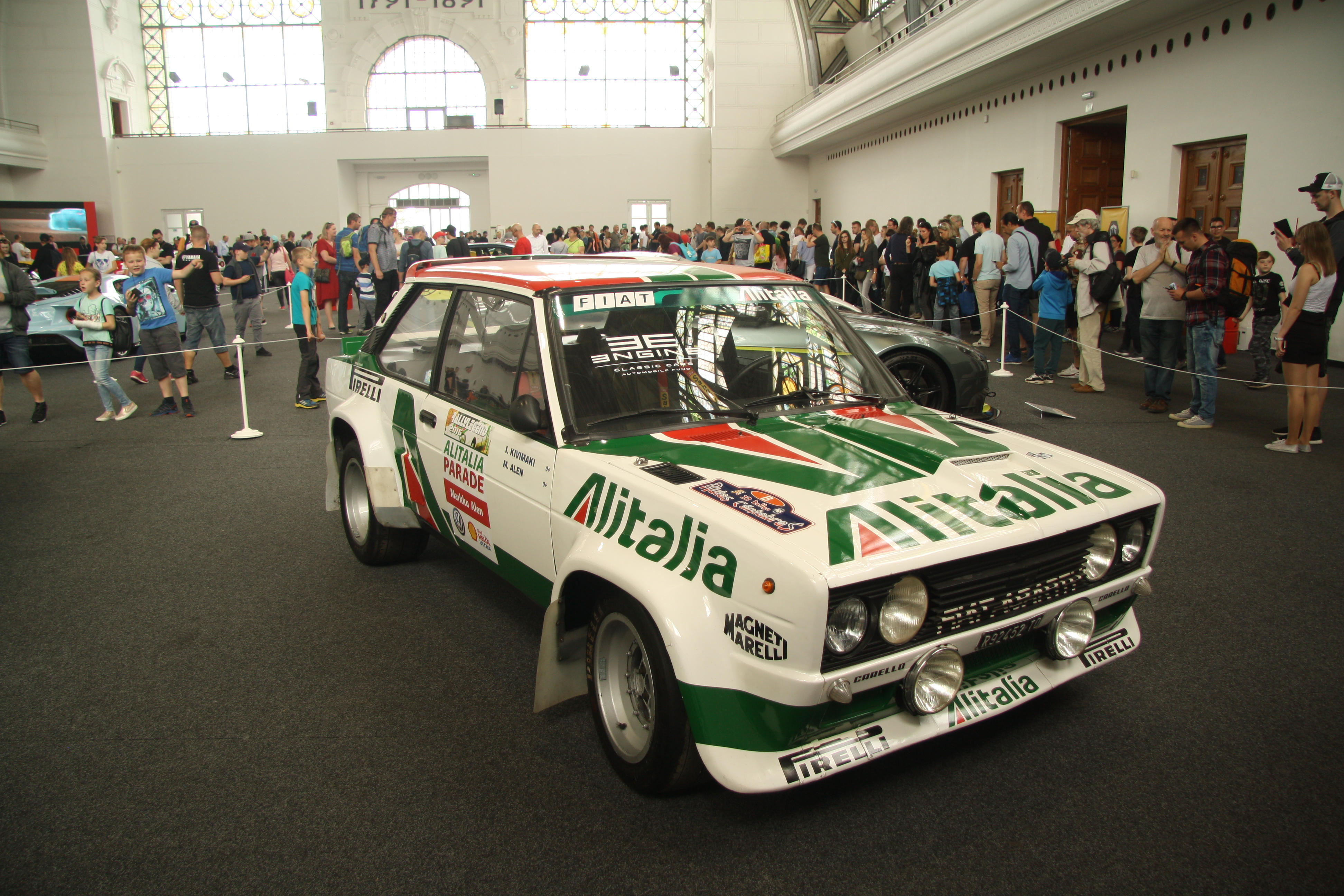
アバルト・131ラリー
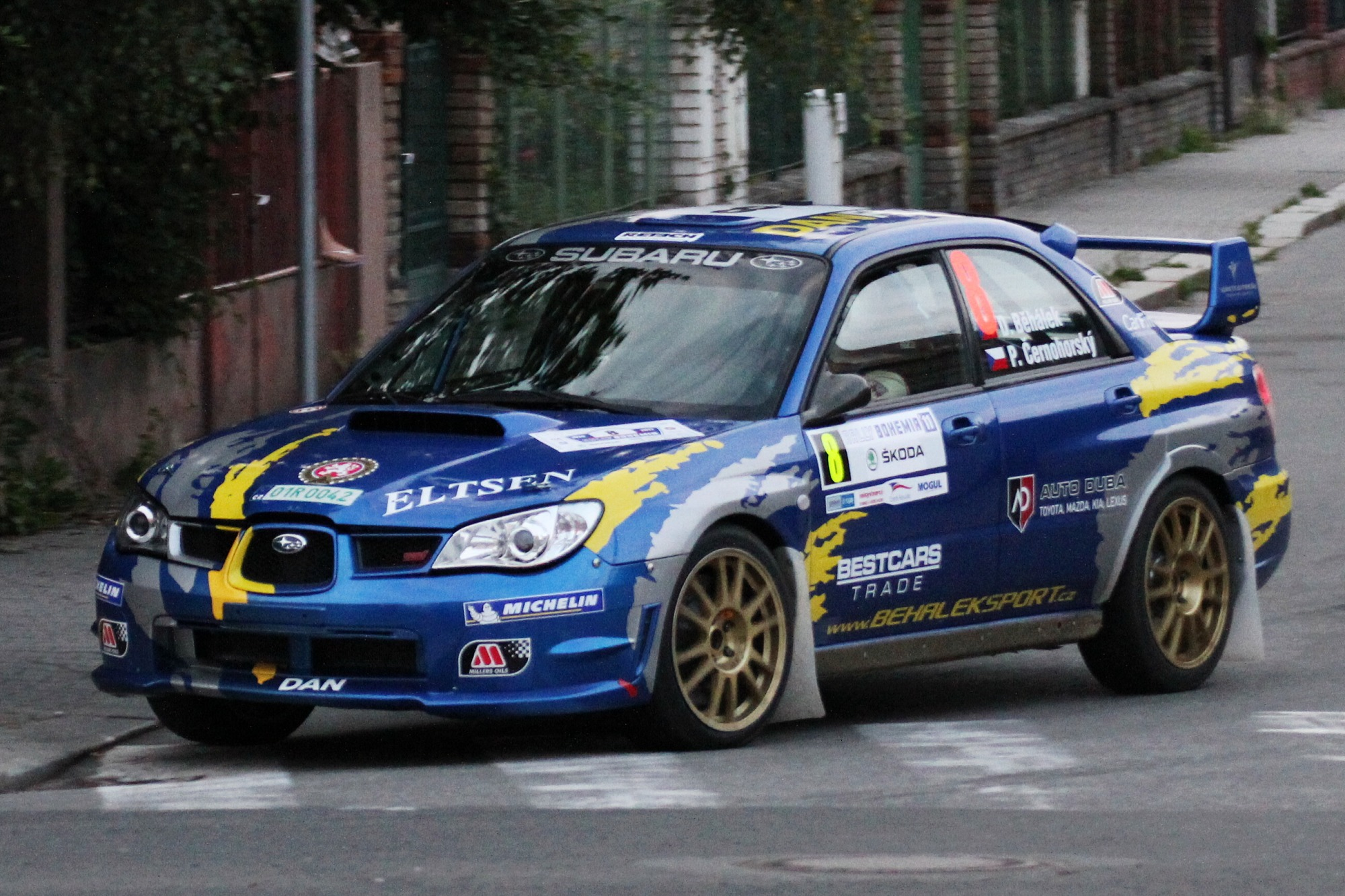
スバル・インプレッサWRX STI
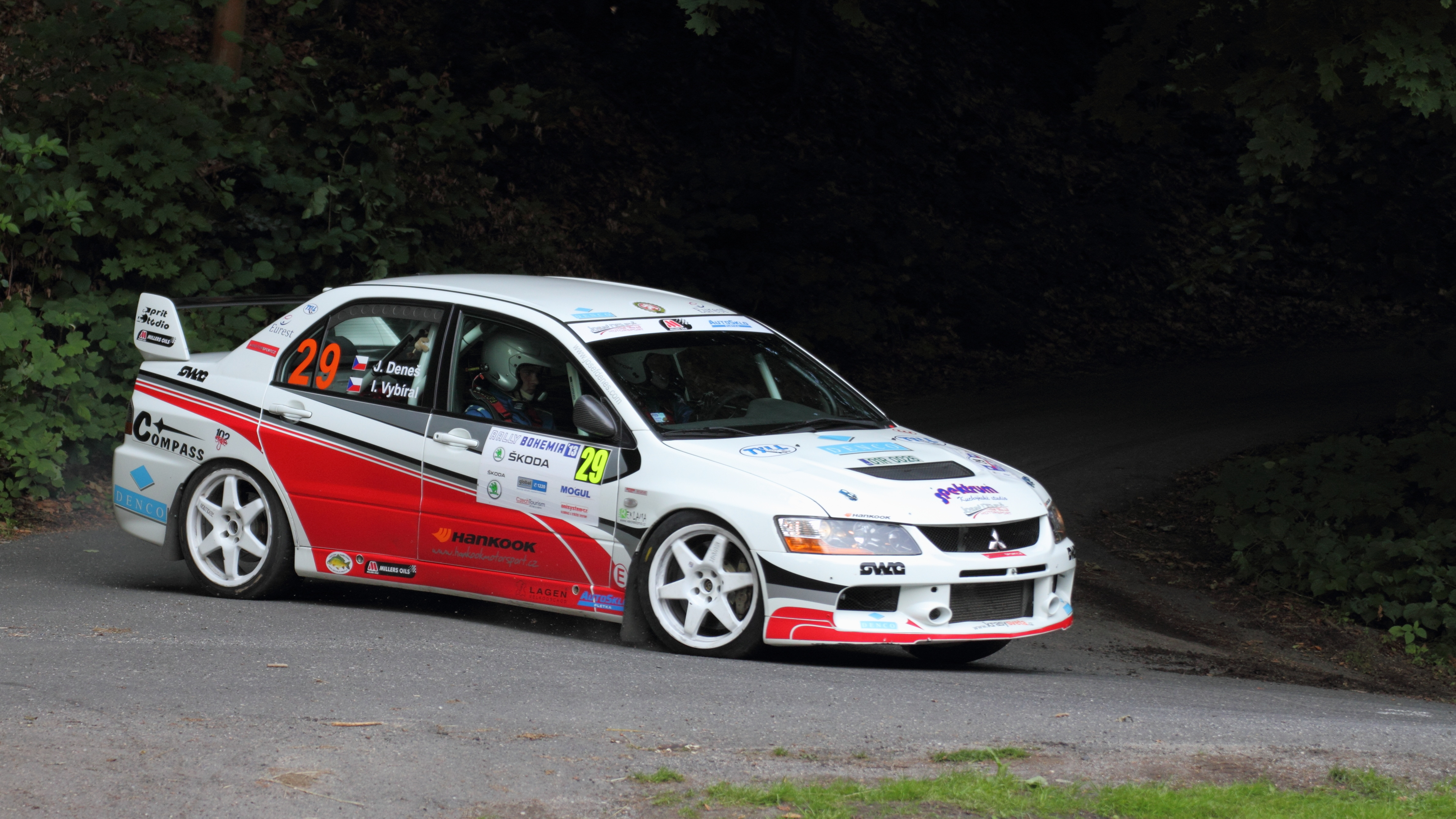
三菱・ランサーエボリューションIX
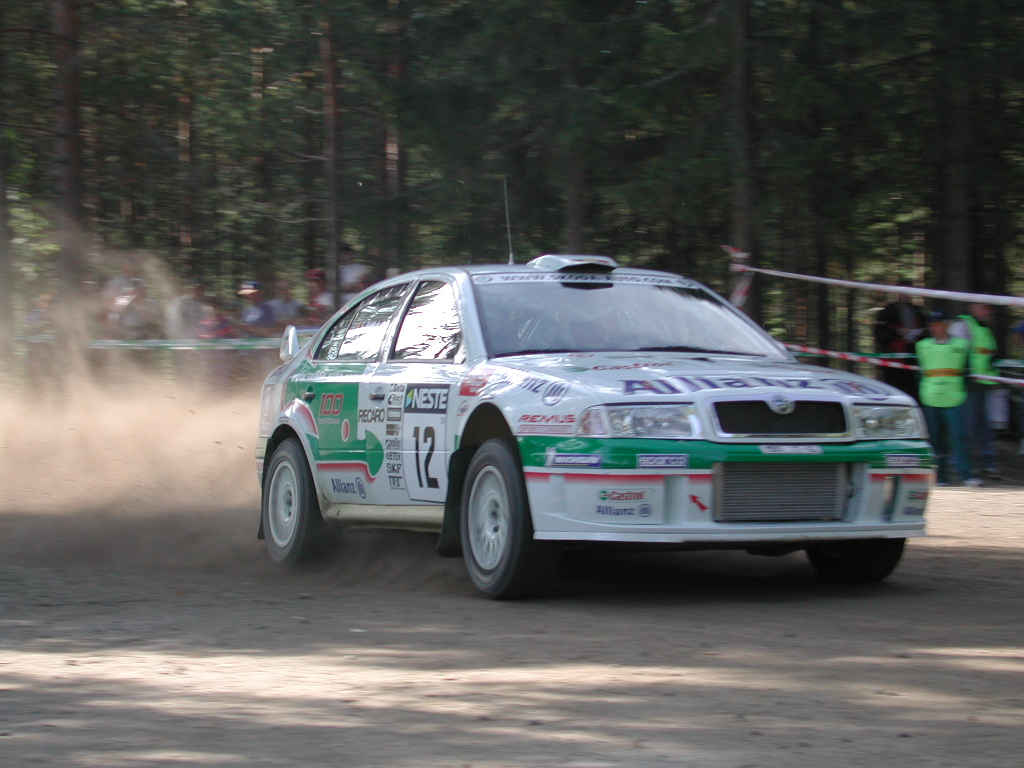
シュコダ・オクタヴィアWRC
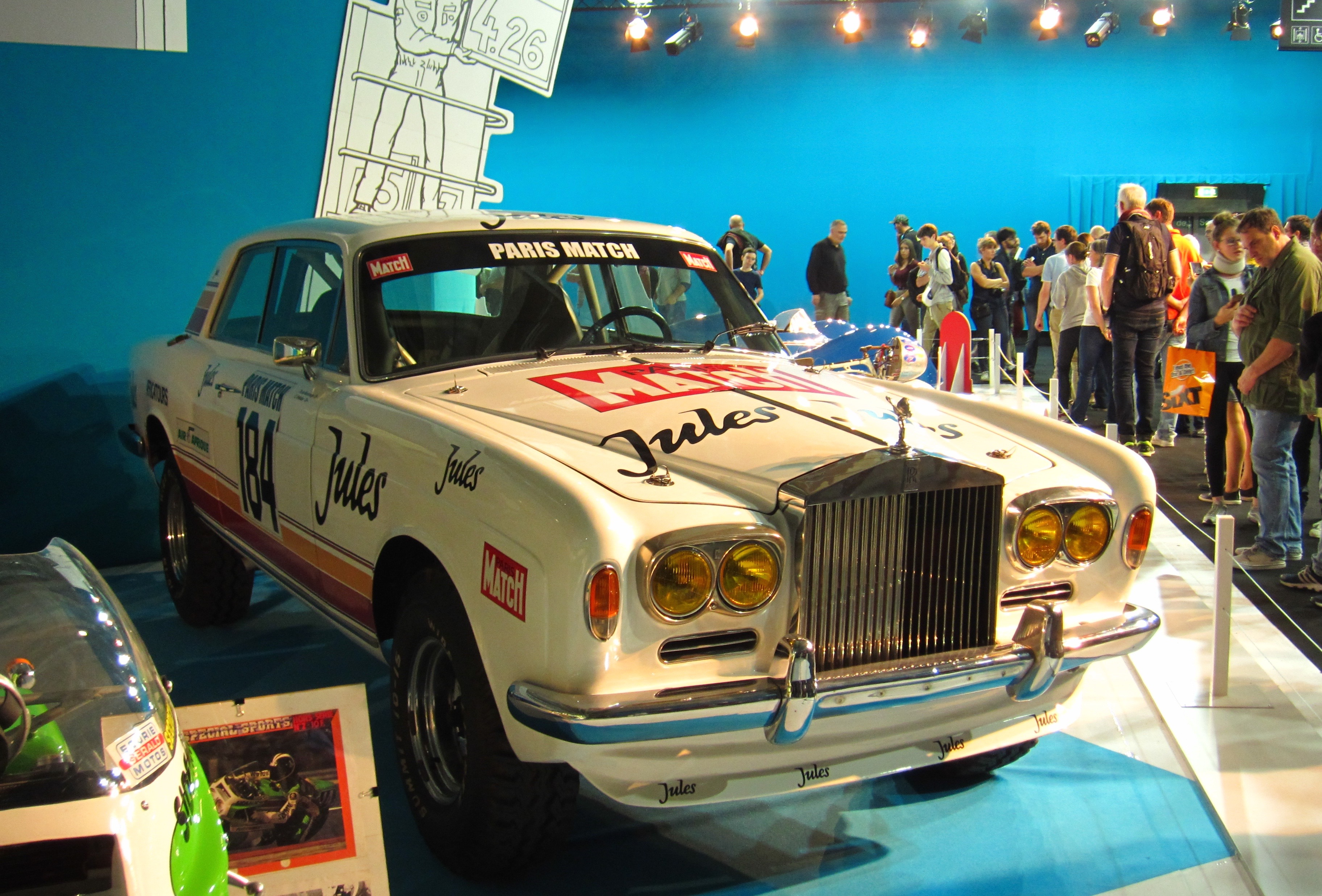
1981年パリ-ダカールのロールスロイス・シルバーシャドー
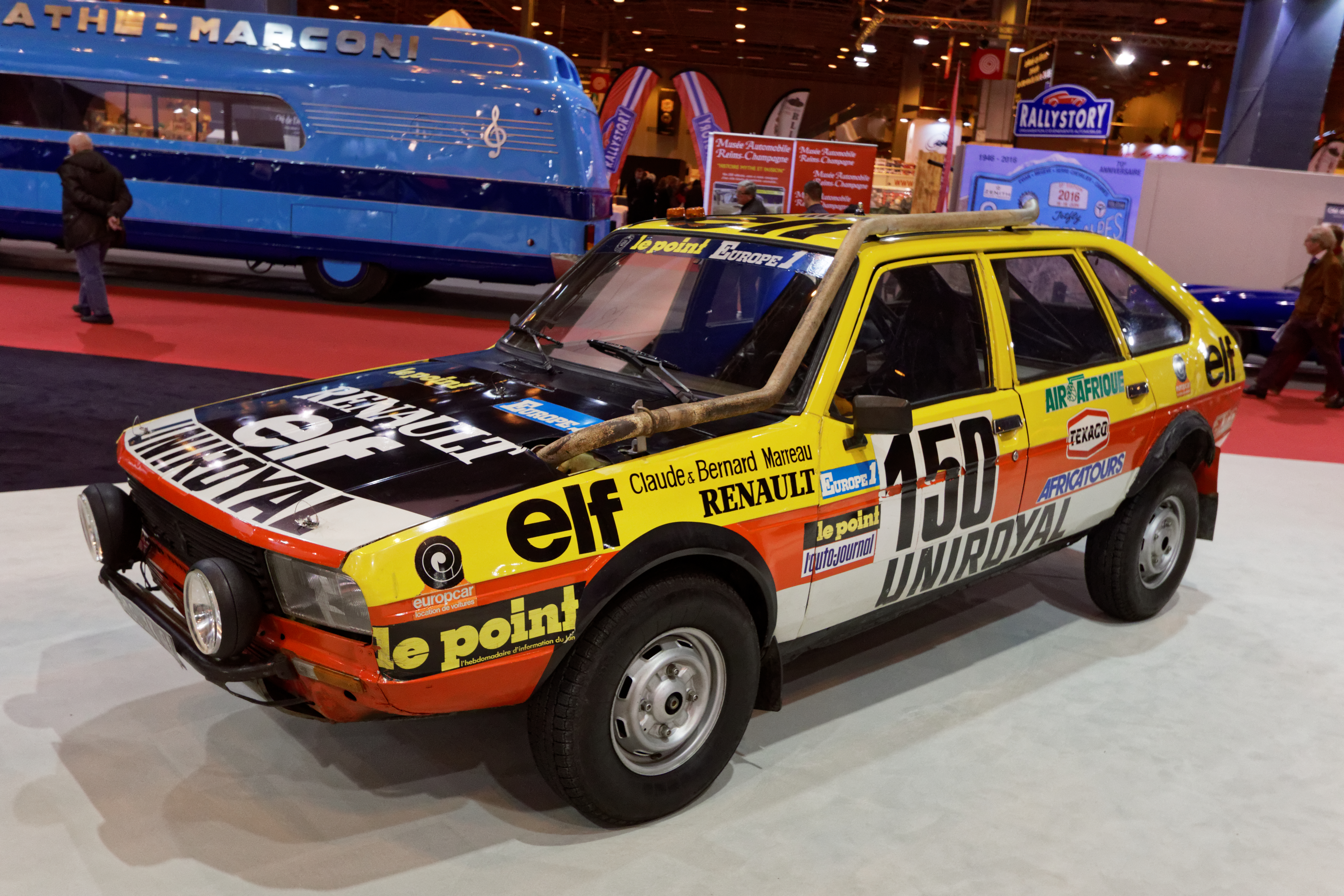
1982年パリ-ダカール総合優勝のルノー・20
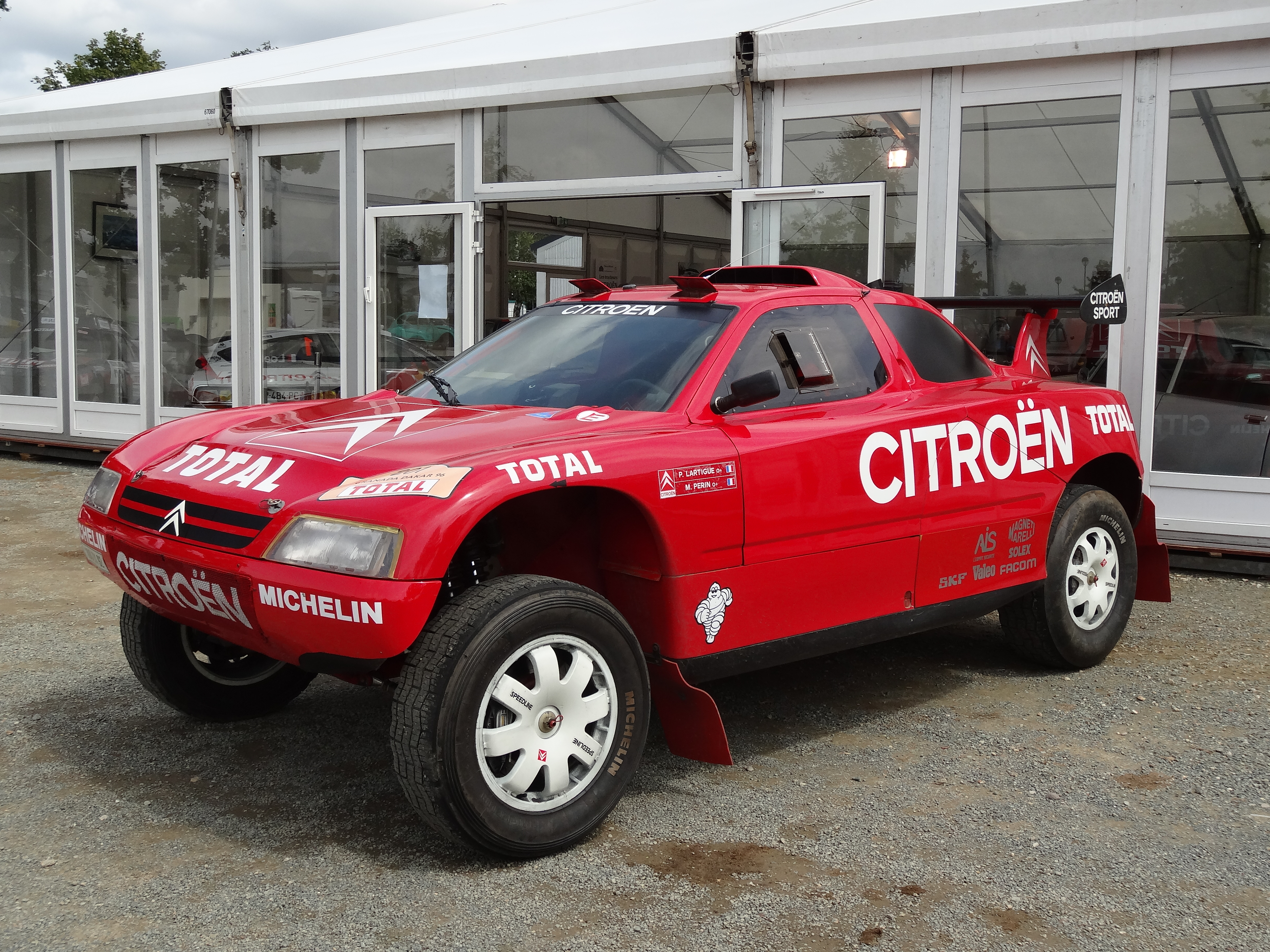
シトロエン・ZXラリーレイド
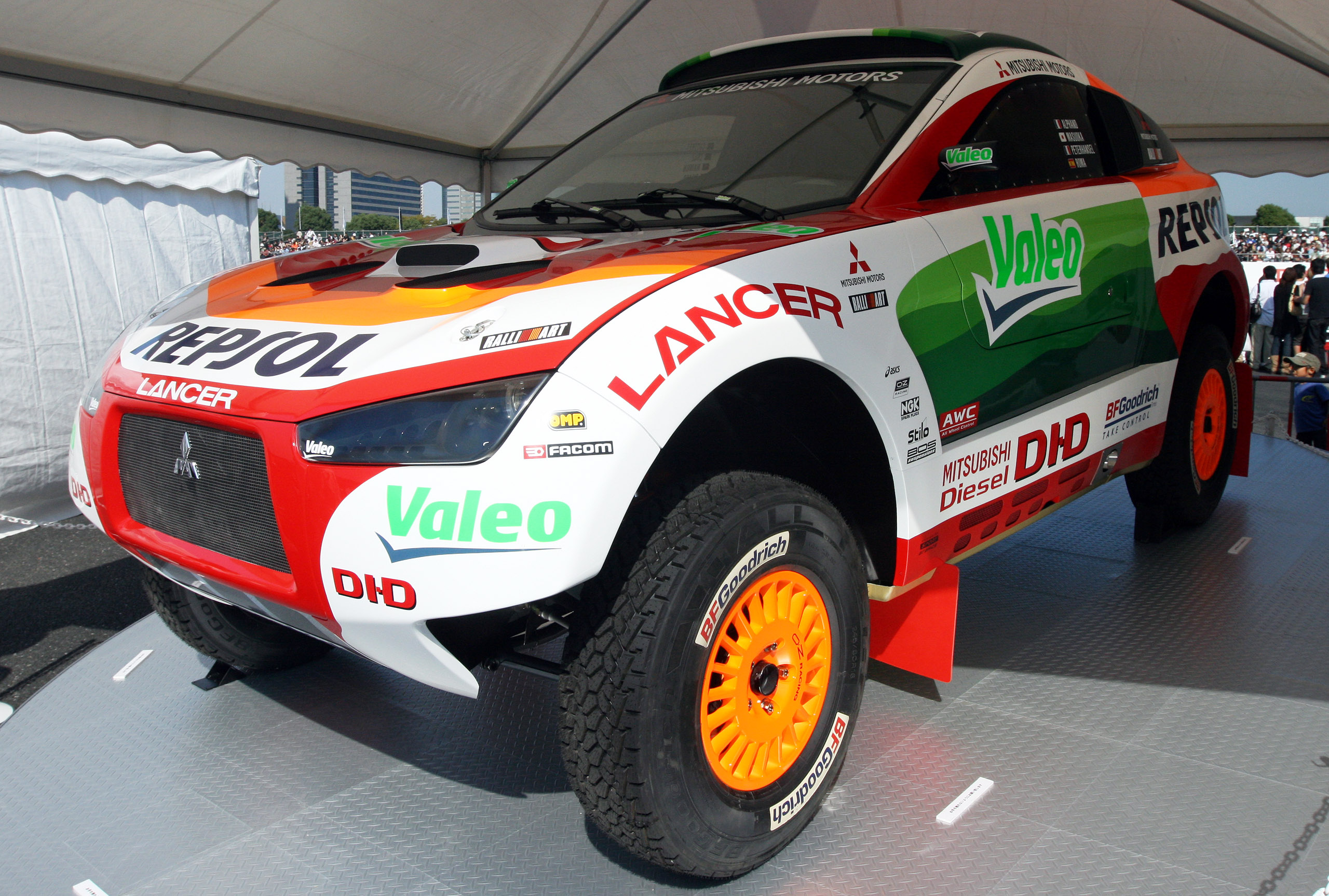
三菱・レーシングランサー
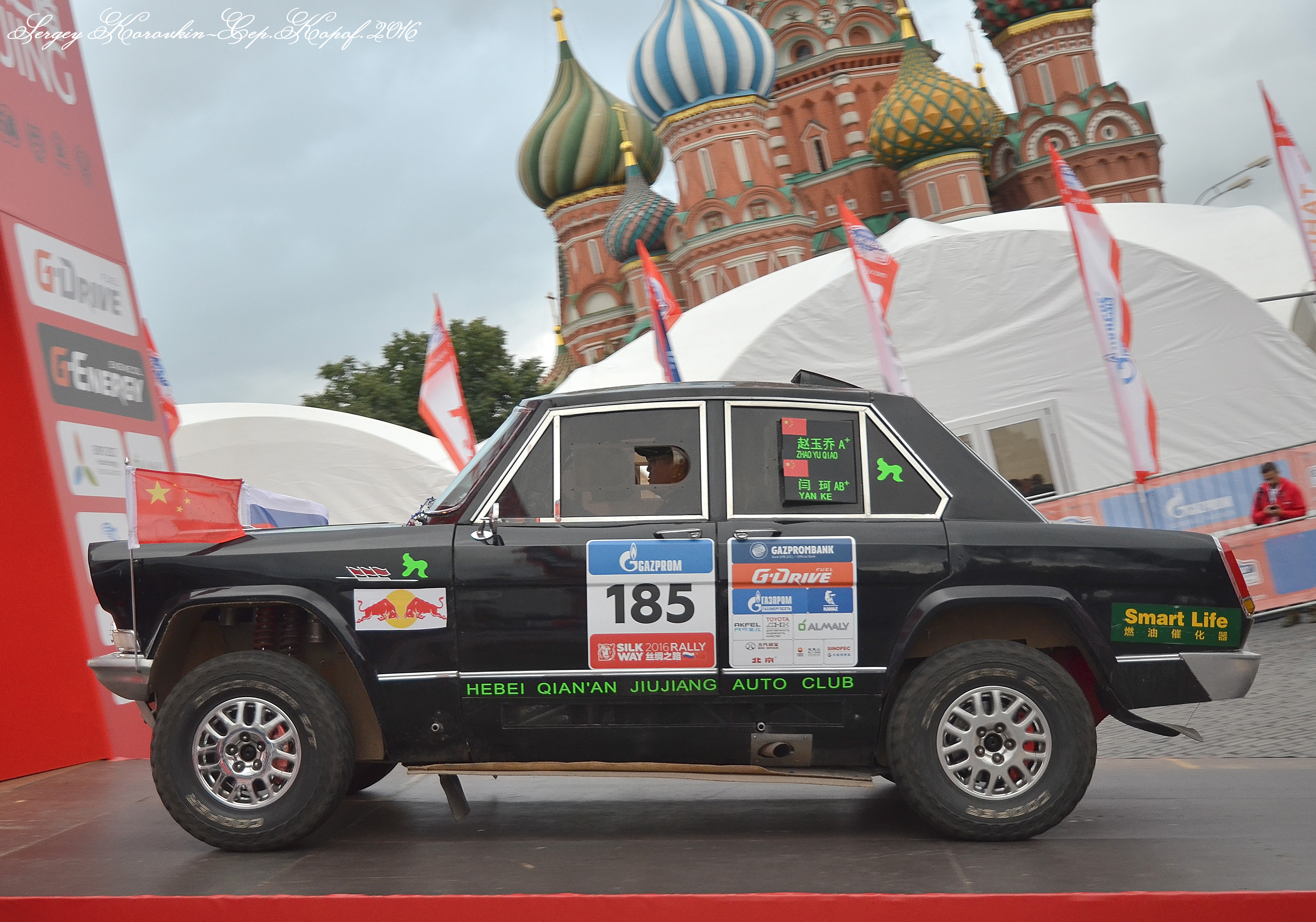
2016年シルクウェイ・ラリーの九江大紅旗・JJDHQ

## 車種一例（現行車種）

### 現行車種
2023年11月現在。法人向け車種、およびリムジン、教習車を含む。
◎印が付与された車種は国内専売車種。
★印が付与された車種は国内メーカー海外生産車種。
☆印が付与された車種は国内メーカー海外市場向け専売車種。
■印が付与された車種は海外メーカー日本市場未投入車種。
- トヨタ
  - エティオス☆
  - ヴィオス☆
  - ベルタ☆[注 14]
  - ヤリス☆[注 15]
    - ヤリスセダン☆[注 16]
    - ヤリスLセダン☆[注 17]
    - ヤリスATIV☆[注 18]
    - ヤリスアドバンス☆[注 19]
    - カローラアクシオEX◎[注 20]
    - トヨタ教習車◎[注 21]

  - カローラ[注 22]
    - カローラアルティス☆[注 23]
    - カローラセダン☆[注 24]
    - カローラサルーン☆[注 25]
    - カローラリムジーネ☆[注 26]
    - レビン☆[注 27]
    - レビンGT☆[注 28]
    - アリオン☆[注 29]

  - プリウス
  - カムリ
  - MIRAI
  - アバロン☆
  - クラウンセダン
  - センチュリー（セダンタイプ）◎
- レクサス
  - IS
  - ES
  - LS
- 日産
  - アルメーラ☆
    - ヴァーサ☆[注 30]
    - サニー☆[注 31]
    - Vドライブ☆[注 32]

  - ラニア☆
  - シルフィ☆
    - セントラ☆

  - アルティマ☆
  - スカイライン◎
  - マキシマ☆
- インフィニティ
  - Q50☆
  - Q50L☆
- ダットサン
  - on-DO☆
- ホンダ
  - アメイズ☆
  - シティ☆[注 33]
    - バラード☆[注 34]

  - シビックセダン☆
  - クライダー☆[注 35]
    - エンヴィックス☆[注 36]

  - アコード★
    - インスパイア☆[注 37]

  - インテグラ☆[注 38]
- アキュラ
  - ILX☆
  - TLX☆
- マツダ
  - MAZDA2セダン☆[注 39]
    - マツダ教習車◎★

  - MAZDA3セダン
  - MAZDA6セダン
- スズキ
  - ディザイア☆[注 40]
  - シアズ☆
    - アリビオ☆[注 37]
- SUBARU
  - WRX☆
    - WRX STI☆
    - WRX S4◎

  - レガシィ☆[注 41]
- 三菱
  - アトラージュ☆[注 42]
    - ミラージュG4☆[注 43]

  - グランドランサー☆[注 44]
- ダイハツ工業
  - アルティス◎（トヨタ・カムリのOEM車）
- 光岡
  - リューギEX◎（ベースはトヨタ・カローラアクシオEX）
- フォルクスワーゲン
  - ヴォヤージュ■
    - ゴルセダン（英語版）■
    - ヴェント■

  - ヴィルトゥス■
  - ポロ（英語版）■（シュコダ・ラピッドのOEM車）[注 45]
  - サンタナ■[注 46]
  - ラヴィーダ■[注 46]
  - ボーラ■[注 47]
  - ラマンド（英語版）■[注 46]
  - ジェッタ■
    - ヴェント■
    - サギター■[注 48]
    - マゴタン■[注 48]

  - アルテオン
    - CC■[注 49]

  - フィデオン■[注 46]
- メルセデス・ベンツ
  - Aクラスセダン
  - CLAクラス[注 50]
  - Cクラスセダン
  - Eクラスセダン
  - CLSクラス[注 50]
  - Sクラス
- アウディ
  - A3セダン
    - S3セダン
    - RS 3セダン

  - A4
    - S4

  - A6
    - S6

  - A8
    - A8 L
    - S8

  - e-tron GTクワトロ
    - RS e-tron GT
- BMW
  - 1シリーズ■[注 51]
  - 2シリーズグランクーペ[注 50]
  - 3シリーズセダン
    - M3セダン

  - 4シリーズグランクーペ[注 50]
    - i4

  - 5シリーズセダン
    - M5

  - 6シリーズ■
  - 7シリーズ
  - 8シリーズグランクーペ[注 50]
    - M8グランクーペ[注 50]
- BMWアルピナ
  - B3リムジン
    - D3 Sリムジン

  - B5リムジン
    - D5 S

  - B7
  - B8
- ポルシェ
  - タイカン
  - パナメーラ
- オペル
  - インシグニアグランドスポーツ■
- アルファロメオ
  - ジュリア
- マセラティ
  - ギブリ
  - クアトロポルテ
- フィアット
  - クロノス（英語版）■
  - ティーポ■
- シボレー
  - ビートノッチバック■
  - ジョイプラス■
  - オニキス■
    - オニキスプラス■[注 52]

  - セイル（英語版）■
    - アベオ■[注 53]

  - キャバリエ■
  - オプトラ■
  - モンザ（英語版）■
  - クルーズ■
  - マリブ■
- キャデラック
  - CT4■
  - CT5
  - CT6■
- ビュイック
  - エクセル■
  - エクセル GT■
  - ベラーノ■
  - ヴェリテ6■
  - リーガル■
  - ラクロス■
- フォード
  - Ka■
    - フィーゴ■[注 54]

  - エスコート（英語版）■
  - フォーカス■
  - モンデオ■
- クライスラー
  - 300■
- ダッジ
  - チャージャー■
- テスラ
  - モデル3
  - モデルS
- ルノー
  - ロガン■（2代目ダチア・ロガンのOEM車）
    - シンボル■（2代目ダチア・ロガンのOEM車）

  - タリアント（ドイツ語版）■（3代目ダチア・ロガンのOEM車）
  - メガーヌグランクーペ■
  - タリスマン■
- プジョー
  - 301■
  - 408■
  - 508
- シトロエン
  - C-エリーゼ■
  - C3L（英語版）■
- DSオートモビルズ
  - DS9■
- ボルボ
  - S60
  - S90■
- ジャガー
  - XE
  - XF
- ベントレー
  - フライング・スパー
- ロールス・ロイス
  - ゴースト
  - ファントム
- ヒョンデ
  - オーラ（英語版）■[注 55]
    - グランドi10セダン■[注 56]

  - レイナ■[注 57]
    - ヴェルナ■[注 58]

  - HB20S■[注 59]
  - アクセント■
    - ヴェルナ■[注 60]
    - ソラリス■[注 61]

  - セレスタ■[注 57]
  - i30ファストバック■
  - エラントラ■
    - アバンテ■[注 62]
    - i30セダン■[注 63]

  - ラフェスタ■[注 57]
  - ミストラ■[注 57]
  - ソナタ■
  - グレンジャー■
    - アゼーラ■
- ジェネシス
  - G70■
  - G80■
  - G90■
- キア
  - リオ■
    - K2■[注 37]

  - ペガス■
    - ソルート■[注 64]

  - フォルテ■
    - K3■[注 65]
    - セラトー■[注 66]

  - K4（英語版）■
  - オプティマ■
    - K5■[注 65]

  - スティンガー■
  - カデンツァ■
    - K7■[注 67]

  - K8■
  - クオリス■
    - K9■[注 67]
    - K900■[注 68]
- ルノーサムスン
  - SM6■
- プロトン
  - サガ■
  - ペルソナ■
  - ペルダナ■
- プロドゥア
  - ベザ■
- ラーダ
  - グランタ■
  - ヴェスタ■
- シュコダ
  - ラピッド（英語版）■
  - オクタヴィア■
  - スペルブ■
- ダチア
  - ロガン■
- タタ
  - ティゴール（英語版）■